# Liste des plus hautes structures de France
Cette liste des plus hautes structures françaises classe les constructions humaines situées en France d'une hauteur supérieure à 60 m (immeubles, émetteurs, phares, barrages, etc.). La hauteur est entendue comme hauteur de la construction plutôt qu'altitude. 
La plus haute structure de France toutes catégories est actuellement le pylône central du centre de transmissions de la Marine nationale de Rosnay, dans l'Indre, haut de 357 mètres. Jusqu'à sa destruction en 1999, il s'agissait de l'émetteur Oméga de Chabrier, sur l'île de la Réunion, haut de 427 mètres et plus haute construction ayant jamais existé sur le territoire.
La plus haute construction en dehors des équipements dédiés aux télécommunications est la pile P2 du viaduc de Millau (343 mètres), devant la tour Eiffel (330 mètres).

## Définitions

### Mâts/tours de radio-télédiffusion

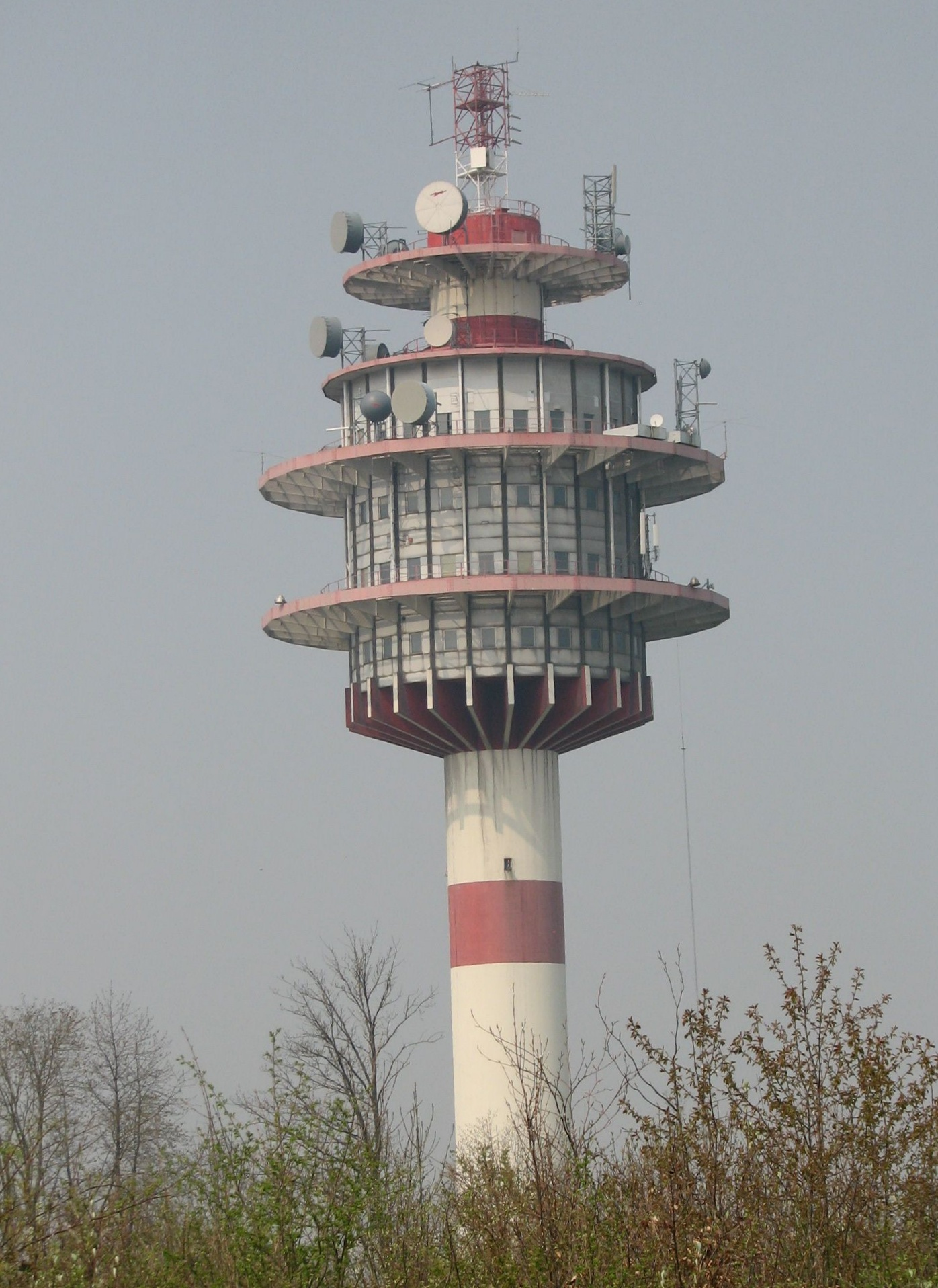
Émetteur de radio-diffusion de Nancy-Ludres

La hauteur indiquée correspond à la hauteur de toute la structure.
Pour certaines tours, les hauteurs sont approximatives et sont donc arrondies (ceci est la conséquence d'une communication non systématique de TDF dans ce domaine). Dans ce cas la valeur est suivie du symbole *.
L'ANFR (Agence nationale des fréquences) communique la hauteur exacte par rapport au sol de la plus haute antenne émettrice de chaque tour, elle est donc indiquée entre parenthèses et précédée de la lettre a. Ainsi les valeurs 250*(a243) signifie une tour de 250 mètres de hauteur environ portant la plus haute antenne émettrice à 243 mètres de hauteur.
Les cartes aéronautiques OACI diffusées par l'IGN donnent aussi des informations sur les hauteurs de ces tours ou mâts.
Il y a quelques cas où les valeurs communiquées par l'OACI, TDF ou autres sont différentes pour une même tour.

### Immeubles et édifices religieux
Plusieurs hauteurs peuvent figurer dans le tableau :
- Un tiret ( - ) entre des valeurs indique que les hauteurs varient selon les sources d'informations. Exemple : cathédrale de Strasbourg : 144-140.

- Une barre oblique ( / ) entre les valeurs indique que les immeubles supportent des supports publicitaires ou des mats sur lesquels sont disposées des antennes émettrices de radio, télévision, téléphonie, télécommunications, etc. Exemple : tour de l'Europe à Mulhouse 112 / 100 (avec mat / sans mat).

Ne sont pas prises en considération les antennes domestiques de réception TV ou Radio que l'on trouve presque sur chaque immeuble ou maison.
- Un astérisque ( * ) après les valeurs indique qu'il s'agit d'une estimation (des recherches sont en cours pour obtenir une valeur définitive).

- Les hauteurs des immeubles ne sont pas toujours comparables. Certaines hauteurs intègrent les niveaux couverts ou souterrains de l'immeuble et d'autres pas (cela s'applique plus particulièrement aux immeubles parisiens de La Défense, du Front-de-Seine et du quartier Italie 13).

- En France, d'une manière générale et depuis les années 1970, la hauteur standard d'un étage d'un immeuble d'habitation (hauteur sous plafond + dalle) est comprise entre 2,67 m et 2,71 m. Donc, pour atteindre 100 m de hauteur, l'immeuble doit avoir au moins 36-37 niveaux soit 1 RdC de 2,7 à 4 m de hauteur, 34-35 étages de 2,7 m et un dernier niveau technique entre 2,5 m et 4,5 m dans la plupart des cas.

- En France, pour raisons de normes de sécurité et de coût, la plupart des immeubles d'habitation ont le plafond du dernier étage habitable à moins de 100 m de hauteur de l'accès Pompiers. Dans ce cas la hauteur de ces immeubles ne dépasse pas les 105 mètres.

- Les hauteurs des étages des immeubles de bureaux sont généralement comprises entre 3 et 4 mètres (hauteur sous plafond + dalle).

## Abréviations pour les sources d'informations
- TDF = Télédiffusion de France
- OT = Office du Tourisme
- ST = Structurae
- EM = Emporis
- ETV = Émetteur Thierry Vignaud
- Q = Quid
- SS = Site spécifique
- SK = Skyscraperpage
- W = Wikipédia
- PS = Paris Skyscrapers
- C = Service d'urbanisme de la commune

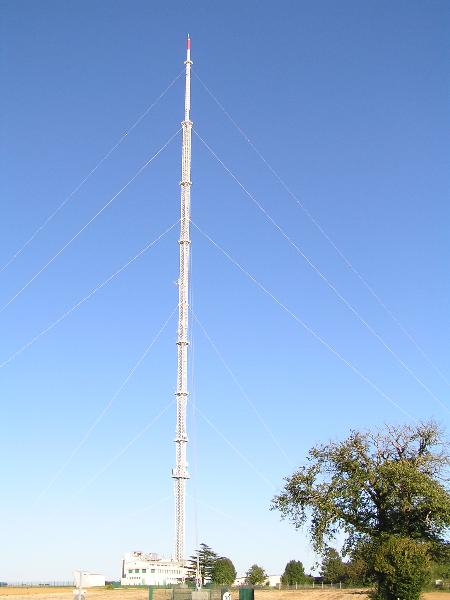
Émetteur de Niort-Maisonnay

- ANFR = Agence nationale des fréquences
- LCPC = Laboratoire Central des Ponts et Chaussées.
- OACI = Carte aéronautique OACI-IGN-SIA
- IGN = Relevés géodésiques de l'IGN

NB : La présence d'une ou plusieurs sources d'information n'est pas une preuve d'une hauteur juste et vraie. Il arrive parfois que des informations des uns soient simplement reprises par les autres sans aucune vérification.

## Liste

### Par hauteur
La liste suivante recense les structures de plus de 60 m.
| Nom                                                                        | Année     | Fonction                  | Commune                                        | Département             | Hauteur (m) | Coordonnées | Source                           |
| -------------------------------------------------------------------------- | --------- | ------------------------- | ---------------------------------------------- | ----------------------- | ----------- | --- | -------------------------------- |
| Centre de transmissions de la Marine nationale de Rosnay Pylône central    | 1970      | Communications            | Rosnay                                         | Indre                   | +357,       | 46° 42′ 47″ N, 1° 14′ 39″ E | OACI                             |
| Émetteur d'Allouis Mât 1                                                   | 1952      | Communications            | Allouis                                        | Cher                    | +354,       | 47° 10′ 10,45″ N, 2° 12′ 16,75″ E | TDF ETV SS OACI                  |
| Émetteur d'Allouis Mât 2                                                   | 1974      | Communications            | Allouis                                        | Cher                    | +354,       | 47° 10′ 25,34″ N, 2° 12′ 16,81″ E | TDF ETV SS OACI                  |
| Viaduc de Millau Pile P2                                                   | 2004      | Pont                      | Millau                                         | Aveyron                 | +343,       | 44° 04′ 58,94″ N, 3° 01′ 19,25″ E | SS                               |
| Émetteur du Mans-Mayet                                                     | 1993      | Communications            | Mayet                                          | Sarthe                  | +342,       | 47° 45′ 52,78″ N, 0° 19′ 24,37″ E | TDF ETV ST OACI                  |
| Centre de transmissions de la Marine nationale de La Régine                | 1973      | Communications            | Villemagne                                     | Aude                    | +331,       | 43° 23′ 12,41″ N, 2° 05′ 50,51″ E |                                  |
| Émetteur de Niort-Maisonnay                                                |           | Communications            | Maisonnay                                      | Deux-Sèvres             | +330,       | 46° 11′ 33,92″ N, 0° 03′ 10,34″ O | TDF (ANFR)                       |
| Émetteur de Roumoules Mât de secours                                       | 1974      | Communications            | Roumoules                                      | Alpes-de-Haute-Provence | +330,       | 43° 47′ 36,29″ N, 6° 09′ 30,61″ E | ?                                |
| Tour Eiffel                                                                | 1889      | Tourisme Communications   | Paris – 7e                                     | Paris                   | +330,       | 48° 51′ 29,77″ N, 2° 17′ 40,09″ E | ST ETV SS                        |
| Émetteur de la Madone Émetteur                                             | 1965      | Communications            | Peille                                         | Alpes-Maritimes         | +320,       | |                                  |
| Centre de transmission de Kerlouan                                         |           | Communications Militaires | Kerlouan                                       | Finistère               | +310,       | 48° 38′ 15,85″ N, 4° 21′ 02,77″ O |                                  |
| Centre de transmissions de la Marine nationale de Rosnay Pylônes interieur | 1970      | Communications            | Rosnay                                         | Indre                   | +310,       | 46° 42′ 28,69″ N, 1° 14′ 54,73″ E 46° 42′ 45,17″ N, 1° 15′ 12,03″ E 46° 43′ 37,6″ N, 1° 14′ 59,91″ E 46° 43′ 05,77″ N, 1° 14′ 30,32″ E 46° 42′ 49,14″ N, 1° 14′ 13,02″ E 46° 42′ 30,44″ N, 1° 14′ 25,45″ E  | COMETE J.PARIS                   |
| Émetteur de Bouvigny-Boyeffles                                             |           | Communications            | Bouvigny-Boyeffles                             | Pas-de-Calais           | +307,       | 50° 25′ 13,99″ N, 2° 39′ 04″ E | OACI TDF (ANFR)                  |
| Émetteur de Roumoules Mâts principaux                                      | 1974      | Communications            | Roumoules                                      | Alpes-de-Haute-Provence | +300,       | 43° 47′ 41,45″ N, 6° 08′ 48,41″ E |                                  |
| Centrale thermique de Provence SNET Cheminée T5                            | 1984      | Cheminée                  | Gardanne                                       | Bouches-du-Rhône        | +297,       | 43° 28′ 10,29″ N, 5° 29′ 15,58″ E | SNET                             |
| Émetteur de Fleury                                                         |           | Communications            | Fleury                                         | Aisne                   | +289,       | 49° 16′ 38,29″ N, 3° 09′ 26,45″ E | OACI (ANFR)                      |
| Émetteur du Nordheim                                                       |           | Communications            | Nordheim                                       | Bas-Rhin                | +273,       | 48° 38′ 25,67″ N, 7° 29′ 11,54″ E | OACI-TDF                         |
| Émetteur de Saint-Pern                                                     |           | Communications            | Saint-Pern                                     | Ille-et-Vilaine         | +271,       | 48° 17′ 17,54″ N, 1° 57′ 33,56″ O | TDF                              |
| Centre de transmissions de la Marine nationale de Rosnay Pylônes exterieur | 1970      | Communications            | Rosnay                                         | Indre                   | +270,       | 46° 42′ 13,44″ N, 1° 14′ 38,12″ E 46° 42′ 27,26″ N, 1° 15′ 23,08″ E 46° 43′ 01,43″ N, 1° 15′ 27,79″ E 46° 43′ 21,07″ N, 1° 14′ 47,78″ E 46° 43′ 07,09″ N, 1° 14′ 02,82″ E 46° 42′ 32,82″ N, 1° 13′ 57,33″ E | COMETE J.PARIS                   |
| Émetteur de Sainte-Assise                                                  | 1921      | Communications            | Seine-Port                                     | Seine-et-Marne          | +255,       | 48° 32′ 48,96″ N, 2° 34′ 07,73″ E | W, dspt.club.fr                  |
| Émetteur de Bouliac                                                        |           | Communications            | Bouliac                                        | Gironde                 | +252,       | 44° 49′ 11,44″ N, 0° 30′ 19,76″ O | TDF                              |
| Centrale thermique d'Aramon Cheminée                                       | 1977      | Cheminée                  | Aramon                                         | Gard                    | +252,       | 43° 52′ 57,05″ N, 4° 39′ 28,99″ E | Q1997                            |
| Émetteur d'Hautvillers                                                     |           | Communications            | Hautvillers                                    | Marne                   | +246,       | 49° 05′ 52,39″ N, 3° 56′ 08,33″ E | TDF OACI                         |
| Émetteur de Luttange                                                       |           | Communications            | Luttange                                       | Moselle                 | +241,       | 49° 16′ 33,48″ N, 6° 18′ 53,43″ E | TDF OACI                         |
| Centrale EDF Cheminées                                                     | 1983      | Cheminée                  | Le Havre                                       | Seine-Maritime          | +240,       | 49° 28′ 33,97″ N, 0° 08′ 53,96″ E | OACI Q1997                       |
| Pont de Normandie                                                          | 1995      | Pont                      | Honfleur Le Havre                              | Calvados Seine-Maritime | +236,       | 49° 26′ 09,88″ N, 0° 16′ 24,31″ E | OACI LCPC                        |
| Tour First                                                                 | 2010      | Bureaux                   | Courbevoie                                     | Hauts-de-Seine          | +231,       | 48° 53′ 20″ N, 2° 15′ 06″ E | W EM ST SK                       |
| Émetteur des Cars                                                          |           | Communications            | Les Cars                                       | Haute-Vienne            | +229,       | 45° 39′ 29,14″ N, 1° 04′ 15,06″ E | TDF (ANFR)                       |
| Émetteur de Neuvy-Deux-Clochers                                            |           | Communications            | Neuvy-Deux-Clochers                            | Cher                    | +229,       | 47° 17′ 26,46″ N, 2° 37′ 26,77″ E | TDF                              |
| Émetteur de Grand-Couronne                                                 |           | Communications            | Grand-Couronne                                 | Seine-Maritime          | +226,       | 49° 20′ 28,83″ N, 1° 00′ 52,6″ E | TDF (ANFR)                       |
| Émetteur de Haute-Goulaine                                                 | 1960      | Communications            | Haute-Goulaine                                 | Loire-Atlantique        | +225,       | 47° 11′ 12,83″ N, 1° 26′ 08,83″ O | TDF (ANFR)                       |
| Émetteur des Riceys                                                        |           | Communications            | Les Riceys                                     | Aube                    | +225,       | 47° 58′ 55,45″ N, 4° 24′ 08,84″ E | TDF OACI                         |
| Émetteur de Roc'h Trédudon                                                 |           | Communications            | Plounéour-Ménez                                | Finistère               | +225,       | 48° 24′ 47,7″ N, 3° 53′ 22,17″ O | TDF (ANFR)                       |
| Tour Hekla                                                                 | 2022      | Bureaux                   | La Défense                                     | Hauts-de-Seine          | +220,       | |                                  |
| Centrale thermique de Cordemais Cheminées                                  |           | Cheminée                  | Cordemais                                      | Loire-Atlantique        | +220,       | 47° 16′ 30,94″ N, 1° 52′ 41,25″ O | OACI Q1997                       |
| Centrale thermique de Porcheville Cheminée I                               |           | Cheminée                  | Porcheville                                    | Yvelines                | +220,       | 48° 58′ 11,83″ N, 1° 45′ 34,09″ E | OACI Q1997 W                     |
| Centrale thermique de Porcheville Cheminée II                              |           | Cheminée                  | Porcheville                                    | Yvelines                | +220,       | 48° 58′ 12,26″ N, 1° 45′ 27,14″ E | OACI Q1997 W                     |
| Émetteur de Chissay                                                        |           | Communications            | Chissay-en-Touraine                            | Loir-et-Cher            | +220,       | 47° 22′ 01,75″ N, 1° 07′ 14,76″ E | OACI TDF                         |
| Émetteur de Malzéville                                                     | 1965      | Communications            | Malzéville                                     | Meurthe-et-Moselle      | +220,       | 48° 43′ 08,05″ N, 6° 12′ 17,33″ E | OACI TDF                         |
| Émetteur de Maudétour-en-Vexin                                             |           | Communications            | Maudétour-en-Vexin                             | Val-d'Oise              | +220,       | 49° 05′ 24,05″ N, 1° 45′ 44,04″ E | OACI                             |
| Émetteur de Montlandon                                                     |           | Communications            | Montlandon                                     | Eure-et-Loir            | +220,       | 48° 23′ 47,47″ N, 1° 00′ 57,89″ E | OACI TDF (sauf titre et commune) |
| Émetteur de Thourie                                                        |           | Communications            | Thourie                                        | Ille-et-Vilaine         | +220,       | 47° 51′ 18,28″ N, 1° 29′ 10,29″ O | TDF ETV                          |
| Émetteur du Mont Pinçon                                                    | 1956      | Communications            | Le Plessis-Grimoult                            | Calvados                | +216,       | 48° 58′ 16,04″ N, 0° 36′ 35,45″ O | TDF (ANFR)                       |
| Tour Montparnasse                                                          | 1973      | Bureaux                   | Paris – 15e                                    | Paris                   | +215,       | 48° 50′ 31,66″ N, 2° 19′ 19,73″ E | SS SK EM ST                      |
| Émetteur de Croixdalle                                                     |           | Communications            | Croixdalle                                     | Seine-Maritime          | +214,       | 49° 47′ 08,77″ N, 1° 22′ 28,19″ E | OACI TDF                         |
| Émetteur du mont des Cats                                                  |           | Communications            | Berthen                                        | Nord                    | +210,       | 50° 46′ 57,79″ N, 2° 40′ 16,13″ E | OACI                             |
| Émetteur de Saint-Rémy-l'Honoré                                            | 1931      | Communications            | Saint-Rémy-l'Honoré                            | Yvelines                | +208,       | 48° 44′ 06″ N, 1° 52′ 21″ E | Disparu en 1939                  |
| Émetteur de Chalindrey                                                     |           | Communications            | Chalindrey                                     | Haute-Marne             | +206,       | 47° 48′ 13,02″ N, 5° 24′ 06,43″ E | OACI TDF                         |
| Émetteur de Saint-Léger-le-Guérétois                                       |           | Communications            | Saint-Léger-le-Guérétois                       | Creuse                  | +206,       | 46° 09′ 22,8″ N, 1° 50′ 09,38″ E | TDF                              |
| Émetteur d'Amailloux                                                       |           | Communications            | Amailloux                                      | Deux-Sèvres             | +205,       | 46° 45′ 31,06″ N, 0° 20′ 52,49″ O | TDF (ANFR)                       |
| Émetteur d'Audrix                                                          |           | Communications            | Audrix                                         | Dordogne                | +205,       | 44° 52′ 43,59″ N, 0° 57′ 22,31″ E | TDF ETV (ANFR)                   |
| Émetteur de Neuvy-Deux-Clochers                                            |           | Communications            | Neuvy-Deux-Clochers                            | Cher                    | +205,       | 47° 17′ 26,31″ N, 2° 37′ 26,46″ E | (ANFR)                           |
| Émetteur de Malicornay                                                     |           | Communications            | Malicornay                                     | Indre                   | +204,       | 46° 34′ 44,36″ N, 1° 37′ 36,41″ E | TDF (ANFR)                       |
| Émetteur de Willeroncourt                                                  |           | Communications            | Willeroncourt                                  | Meuse                   | +204,       | 48° 42′ 22,99″ N, 5° 21′ 02,25″ E | TDF OACI ETV                     |
| Émetteur d'Amiens Saint-Just                                               | 1969      | Communications            | Saint-Just-en-Chaussée                         | Oise                    | +203,       | 49° 30′ 03″ N, 2° 23′ 49,75″ E | TDF                              |
| Émetteur 1 de Limeux                                                       |           | Communications            | Limeux                                         | Somme                   | +203,       | 50° 00′ 44,6″ N, 1° 49′ 48,6″ E | OACI                             |
| Émetteur des monts d'Amain                                                 |           | Communications            | Brullemail                                     | Orne                    | +203,       | 48° 40′ 13,03″ N, 0° 20′ 49,52″ E | TDF OACI                         |
| Émetteur du mont Rochard                                                   |           | Communications            | Sainte-Gemmes-le-Robert                        | Mayenne                 | +203,       | 48° 13′ 09,61″ N, 0° 21′ 11,71″ O | TDF (ANFR)                       |
| Émetteur de Saint-Just                                                     |           | Communications            | Saint-Just-en-Chaussée                         | Oise                    | +203,       | 49° 30′ 05,2″ N, 2° 23′ 47,5″ E | OACI ETV                         |
| Émetteur de Camphin-en-Carembault                                          |           | Communications            | Camphin-en-Carembault                          | Nord                    | +202,       | 50° 31′ 05,22″ N, 2° 59′ 41,98″ E | TDF                              |
| Émetteur de Sens - Gisy-les-Nobles                                         |           | Communications            | Gisy-les-Nobles                                | Yonne                   | +202,       | 48° 18′ 21,44″ N, 3° 16′ 57,28″ E | TDF OACI ETV                     |
| Émetteur de Landouzy                                                       |           | Communications            | Landouzy-la-Ville                              | Aisne                   | +202,       | 49° 51′ 44,35″ N, 4° 00′ 55,5″ E | TDF OACI                         |
| Émetteur de Molesmes                                                       |           | Communications            | Molesmes                                       | Yonne                   | +202,       | 47° 36′ 31,83″ N, 3° 27′ 29,07″ E | TDF OACI ETV                     |
| Tour Incity                                                                | 2015      | Bureaux                   | Lyon – 3e                                      | Métropole de Lyon       | +200,       | 45° 45′ 48″ N, 4° 51′ 03″ E |                                  |
| Émetteur de La Doua                                                        | 1919      | Communications            | Villeurbanne                                   | Métropole de Lyon       | +200,       | 45° 47′ 09″ N, 4° 52′ 49″ E | démantelé en 1960                |
| Émetteur de Saint-André-de-Corcy                                           | 1960      | Communications            | Saint-André-de-Corcy                           | Ain                     | +200,       | 45° 55′ 43,83″ N, 4° 56′ 08,81″ E | démantelé en 1993                |
| Émetteur de Septsarges                                                     |           | Communications            | Septsarges                                     | Meuse                   | +200,       | 49° 16′ 22,33″ N, 5° 10′ 16,46″ E | OACI                             |
| Émetteur de Traînou                                                        |           | Communications            | Traînou                                        | Loiret                  | +199,       | 47° 57′ 52,95″ N, 2° 06′ 45,24″ E | TDF (ANFR)                       |
| Émetteur du Haut de Dimont                                                 |           | Communications            | Thuillières                                    | Vosges                  | +199,       | | TDF ETV OACI                     |
| Émetteur du mont Bessou                                                    |           | Communications            | Meymac                                         | Corrèze                 | +199,       | | TDF                              |
| Émetteur du Belvédère                                                      |           | Communications            | Mulhouse                                       | Haut-Rhin               | +195,       | | OACI-TDF ST ETV EM W             |
| Hôtel Hyatt Regency Paris Étoile Antenne                                   | 1974      | Hôtel                     | Paris – 17e                                    | Paris                   | +190,       | | SK EM                            |
| Tour Total                                                                 | 1985      | Bureaux                   | Courbevoie                                     | Hauts-de-Seine          | +190,       | | W SK                             |
| Tour CB21                                                                  | 1974      | Bureaux                   | Courbevoie                                     | Hauts-de-Seine          | +187,       | | W EM SK                          |
| Tour T1                                                                    | 2008      | Bureaux                   | Courbevoie                                     | Hauts-de-Seine          | +185,       | | W SK                             |
| Tour Areva                                                                 | 1974      | Bureaux                   | Courbevoie                                     | Hauts-de-Seine          | +184,       | | W EM SK                          |
| Tour Granite                                                               | 2008      | Bureaux                   | Nanterre                                       | Hauts-de-Seine          | +184,       | | W SK                             |
| Barrage du Chevril                                                         | 1952      | Barrage                   | Tignes                                         | Savoie                  | +180,       | | W SS                             |
| Centrale nucléaire de Golfech Tours de refroidissement                     | 1984      | Tour de refroidissement   | Golfech                                        | Tarn-et-Garonne         | +178,       | |                                  |
| Centrale nucléaire de Civaux Tours de refroidissement                      | 1996      | Tour de refroidissement   | Civaux                                         | Vienne                  | +178,       | |                                  |
| Tour To-Lyon                                                               | 2023      | Bureaux et Hôtel          | Lyon                                           | Rhône                   | +171,       | 45° 45′ 28″ nord, 4° 49′ 56″ est |                                  |
| Tour Société générale-Alicante                                             | 1995      | Bureaux                   | Puteaux                                        | Hauts-de-Seine          | +167,       | | W EM SK                          |
| Tour Société générale-Chassagne                                            | 1995      | Bureaux                   | Puteaux                                        | Hauts-de-Seine          | +167,       | | W EM SK                          |
| Éolienne du port de Boulogne-sur-Mer                                       | 2023      | Éolienne                  | Boulogne-sur-Mer                               | Pas-de-Calais           | +167,       | |                                  |
| Centrale nucléaire de Cruas Tours de refroidissement                       |           | Tour de refroidissement   | Cruas                                          | Ardèche                 | +166,       | |                                  |
| Centrale nucléaire de Belleville Tours de refroidissement                  |           | Tour de refroidissement   | Belleville-sur-Loire                           | Cher                    | +165,       | |                                  |
| Centrale nucléaire de Dampierre Tours de refroidissement                   |           | Tour de refroidissement   | Dampierre-en-Burly                             | Loiret                  | +165,       | |                                  |
| Tour Légende                                                               | 2001      | Bureaux                   | Puteaux                                        | Hauts-de-Seine          | +165,       | | W EM                             |
| Tour Mercuriales-Ponnant                                                   | 1977      | Bureaux Communications    | Bagnolet                                       | Seine-Saint-Denis       | +165,       | | EM ST SK                         |
| Tour Part-Dieu                                                             | 1977      | Bureaux                   | Lyon – 3e                                      | Métropole de Lyon       | +165,       | | EM ST W SK                       |
| Centrale thermique de La Maxe Cheminée                                     |           | Cheminée                  | La Maxe                                        | Moselle                 | +162,       | |                                  |
| Émetteur de Muret                                                          |           | Communications            | Muret                                          | Haute-Garonne           | +162,       | | TDF                              |
| Centrale nucléaire de Nogent-sur-Seine                                     | 1988      | Cheminée                  | Nogent-sur-Seine                               | Aube                    | +161,       | | OACI EDF W                       |
| Cœur Défense                                                               | 2001      | Bureaux                   | Courbevoie                                     | Hauts-de-Seine          | +161,       | | OACI EDF W                       |
| Cité judiciaire de Paris                                                   | 2016      | Tribunal                  | Paris – 17e                                    | Paris                   | +160,       | |                                  |
| Centrale nucléaire de Nogent Tours de refroidissement                      |           | Tour de refroidissement   | Nogent-sur-Seine                               | Aube                    | +160,       | |                                  |
| Centrale thermique de Vitry-sur-Seine Cheminées                            |           | Cheminée                  | Vitry-sur-Seine                                | Val-de-Marne            | +160,       | | Q1997                            |
| Émetteur de Nomeny                                                         |           | Communications            | Nomeny                                         | Meurthe-et-Moselle      | +160,       | |                                  |
| Tour Adria                                                                 | 2002      | Bureaux                   | Courbevoie                                     | Hauts-de-Seine          | +155,       | | W EM SK                          |
| Tour Égée                                                                  | 1999      | Bureaux                   | Courbevoie                                     | Hauts-de-Seine          | +155,       | | W EM SK                          |
| Barrage de Monteynard                                                      | 1962      | Barrage                   | Monteynard                                     | Isère                   | +153,       | | W                                |
| Tour Ariane                                                                | 1975      | Bureaux                   | Puteaux                                        | Hauts-de-Seine          | +152,       | | W EM SK                          |
| Cathédrale Notre-Dame                                                      | 1876      | Religieuse                | Rouen                                          | Seine-Maritime          | +151,       | | OT W SK                          |
| Émetteur de Nuits-Saint-Georges                                            |           | Communications            | Nuits-Saint-Georges                            | Côte-d'Or               | +151,       | | TDF ST ETV OACI                  |
| Émetteur de Moustoir-Ac                                                    |           | Communications            | Moustoir-Ac                                    | Morbihan                | +151,       | 47° 49′ 13,61″ N, 2° 53′ 07,95″ O | TDF-ANFR                         |
| Tour Mercuriales-Levant                                                    | 1975      | Bureaux Communications    | Bagnolet                                       | Seine-Saint-Denis       | +150,       | | EM ST SK                         |
| Barrage de Roselend                                                        | 1962      | Barrage                   | Beaufort-sur-Doron                             | Savoie                  | +149,       | | W                                |
| Émetteur du Massif de l'Étoile                                             |           | Communications            | Septèmes-les-Vallons                           | Bouches-du-Rhône        | +148,       | 43° 23′ 02,22″ N, 5° 25′ 32,47″ E | TDF                              |
| Tour CMA-CGM                                                               | 2007      | Bureaux                   | Marseille                                      | Bouches-du-Rhône        | +147,       | |                                  |
| Émetteur du Lomont                                                         | 2004      | Communications            | Vellerot-lès-Belvoir                           | Doubs                   | +147,       | | TDF                              |
| Centrale thermique de Martigues Cheminée                                   |           | Cheminée                  | Martigues                                      | Bouches-du-Rhône        | +147,       | |                                  |
| Éoliennes Nordex N90/2500                                                  | 2009      | Éolienne                  | Saint-Georges-sur-Arnon                        | Indre                   | +145,       | |                                  |
| Cathédrale Notre-Dame de Strasbourg                                        | 1439      | Religieuse                | Strasbourg                                     | Bas-Rhin                | +142,       | | SS EM ST OT SK                   |
| Tour Bretagne                                                              | 1976      | Bureaux                   | Nantes                                         | Loire-Atlantique        | +144,       | 47° 14′ 40,6″ N, 1° 36′ 29,8″ O | W EM SK                          |
| Tour CBX                                                                   | 2005      | Bureaux                   | Courbevoie                                     | Hauts-de-Seine          | +143,       | | W EM SK                          |
| Tour Pleyel                                                                | 1973      | Bureaux                   | Saint-Denis                                    | Seine-Saint-Denis       | +143,       | | W EM SK                          |
| Tour hertzienne TDF de Romainville                                         |           | Communications            | Les Lilas                                      | Seine-Saint-Denis       | +143,       | 48° 53′ 07,5″ N, 2° 25′ 20,33″ E | TDF                              |
| Centrale thermique de Lucy                                                 |           | Cheminée                  | Montceau-les-Mines                             | Saône-et-Loire          | +142,       | | SS                               |
| Usine sidérurgique de Florange                                             |           | Cheminée                  | Thionville-Florange                            | Moselle                 | +140,       | |                                  |
| Barrage de Grand'Maison                                                    | 1988      | Barrage                   | Vaujany                                        | Isère                   | +140,       | | W                                |
| Cheminée d'usine de Notre-Dame-de-Gravenchon                               |           | Cheminée                  | Notre-Dame-de-Gravenchon                       | Seine-Maritime          | +140,       | |                                  |
| Port de Bordeaux Cheminée du site d'Ambès                                  |           | Cheminée                  | Bordeaux                                       | Gironde                 | +140,       | |                                  |
| Raffinerie Total de Gonfreville-l'Orcher                                   |           | Cheminée                  | Gonfreville-l'Orcher                           | Seine-Maritime          | +140,       | |                                  |
| Sollac Atlantique Dunkerque Cheminées                                      |           | Cheminée                  | Dunkerque                                      | Nord                    | +140,       | |                                  |
| Tour Descartes                                                             | 1988      | Bureaux                   | Courbevoie                                     | Hauts-de-Seine          | +140,       | | EM W SK                          |
| Tour hertzienne de Villeneuve-d'Ascq                                       |           | Communications            | Villeneuve-d'Ascq                              | Nord                    | +130,       | | TDF                              |
| Émetteur de Digosville                                                     |           | Communications            | Digosville                                     | Manche                  | +137,       | 49.61936620312043 N 1.5488399611786008 O | TDF                              |
| Émetteur de Gérardmer (Nom correct ?)                                      |           | Communications            | Gérardmer                                      | Vosges                  | +136,       | | OACI                             |
| Pont de Tancarville Pylônes                                                | 1959      | Pont                      | Tancarville                                    | Seine-Maritime          | +135,       | | OACI LCPC                        |
| Tour La Marseillaise                                                       | 2018      | Bureaux                   | Marseille                                      | Bouches-du-Rhône        | +135,       | |                                  |
| Cheminée du Front-de-Seine                                                 |           | Cheminée                  | Paris – 15e                                    | Paris                   | +134,       | | Q-SS                             |
| Tour Défense 2000                                                          | 1974      | Résidentiel               | Puteaux                                        | Hauts-de-Seine          | +134,       | 48° 53′ 14,6″ N, 2° 14′ 11,9″ E | W SS SK                          |
| Viaduc des Fades                                                           | 1909      | Pont                      | Sauret-Besserve                                | Puy-de-Dôme             | +133,       | |                                  |
| Émetteur de Coti-Chiavari                                                  |           | Communications            | Coti-Chiavari                                  | Corse-du-Sud            | +132,       | 41° 46′ 05,26″ N, 8° 45′ 55,1″ E | TDF ANFR                         |
| Brest Quimerc'h                                                            |           | Communications            | Pont-de-Buis-lès-Quimerch                      | Finistère               | +132,       | 48.27408744058713 N 4.156105373986065 O ; 48.275042509586626 N 4.151086960919201 O | TDF                              |
| Émetteur du Bulay                                                          |           | Communications            | Foncine-le-Haut                                | Jura                    | +130,       | 46.671787759521 N 6.043171430937946 O | OACI ETV                         |
| Pont de Saint-Nazaire Pylônes                                              | 1974      | Pont                      | Saint-Nazaire                                  | Loire-Atlantique        | +130,       | |                                  |
| Tour Silex 2                                                               | 2021      | Bureaux                   | Lyon – 3e                                      | Métropole de Lyon       | +129,       | |                                  |
| Barrage de Serre-Ponçon                                                    | 1960      | Barrage                   | Savines-le-Lac                                 | Hautes-Alpes            | +129,       | | W                                |
| Immeuble du 59 rue Saint-Blaise (Tour HT1)                                 | 1975      | Résidentiel               | Paris – 20e                                    | Paris                   | +128,       | 48° 51′ 28″ N, 2° 24′ 31″ E | SK-ST                            |
| Tour Les Poissons                                                          | 1970      | Bureaux                   | Courbevoie                                     | Hauts-de-Seine          | +128,       | | W SK                             |
| Tour hertzienne de Chennevières-sur-Marne                                  |           | Communications            | Chennevières-sur-Marne                         | Val-de-Marne            | +128,       | 48.80481604458125 N 2.533157612197101 O | TDF                              |
| Tour Michelet                                                              | 1985      | Bureaux                   | Puteaux                                        | Hauts-de-Seine          | +127,       | | EM W SK                          |
| Barrage du Sautet                                                          | 1935      | Barrage                   | Corps                                          | Isère                   | +126,       | | W                                |
| Tour France                                                                | 1973      | Résidentiel               | Puteaux                                        | Hauts-de-Seine          | +126,       | | W EM SK                          |
| Éoliennes du Lomont Est                                                    |           | Éolienne                  | Solemont                                       | Doubs                   | +125,       | | OACI                             |
| Éoliennes du Lomont Ouest                                                  |           | Éolienne                  | Valonne                                        | Doubs                   | +125,       | | OACI                             |
| Tour La Villette                                                           | 1974      | Bureaux                   | Aubervilliers                                  | Seine-Saint-Denis       | +125,       | | W SK                             |
| Centrale thermique de Bouchain Tour de refroidissement                     | 1970      | Tour de refroidissement   | Bouchain                                       | Nord                    | +125,       | 50° 18′ 00″ N, 3° 18′ 48″ E | W                                |
| Sillon de Bretagne                                                         | 1968      | Bureaux Résidentiel       | Saint-Herblain                                 | Loire-Atlantique        | +123,       | 47° 14′ 40,6″ N, 1° 36′ 29,8″ O | EM W                             |
| Orgues de Flandre – Tour Prélude                                           | 1979      | Résidentiel               | Paris – 19e                                    | Paris                   | +123,       | | W SK                             |
| Tour Europlaza                                                             | 1972      | Bureaux                   | Courbevoie                                     | Hauts-de-Seine          | +122,       | | W                                |
| Tour Winterthur                                                            | 1973      | Bureaux                   | Puteaux                                        | Hauts-de-Seine          | +122,       | | EM W SK                          |
| Émetteur Réaltor Pylône est                                                |           | Communications            | Calas                                          | Bouches-du-Rhône        | +121,       | 43° 27′ 44″ N, 5° 19′ 32,4″ E |                                  |
| Centrale nucléaire de Saint-Laurent-des-Eaux 2 tours de refroidissement    | 1980 1981 | Tour de refroidissement   | Saint-Laurent-Nouan                            | Loir-et-Cher            | +120,       | | EDF                              |
| Centrale thermique de Provence SNET Cheminée T4                            |           | Cheminée                  | Gardanne                                       | Bouches-du-Rhône        | +120,       | | SNET                             |
| Émetteur Réaltor Pylône ouest                                              |           | Communications            | Calas                                          | Bouches-du-Rhône        | +120,       | 43° 27′ 45,7″ N, 5° 19′ 11,4″ E |                                  |
| Tour de Lille                                                              | 1995      | Bureaux                   | Lille                                          | Nord                    | +120,       | | W EM SK                          |
| Eoliennes Nordex N80 de Cast                                               | 2007      | Éolienne                  | Cast                                           | Finistère               | +120,       | |                                  |
| Barrage de Bort-les-Orgues                                                 | 1952      | Barrage                   | Bort-les-Orgues                                | Corrèze                 | +119,       | | W                                |
| Tour Séquoia                                                               | 1990      | Bureaux                   | Courbevoie                                     | Hauts-de-Seine          | +119,       | | W EM SK                          |
| Pylônes électriques de ligne sur la Garonne                                |           | Pylône électrique         | Bordeaux                                       | Gironde                 | +118,       | |                                  |
| Tour CGI                                                                   | 1971      | Bureaux                   | Courbevoie                                     | Hauts-de-Seine          | +117,       | | W                                |
| Tour Franklin                                                              | 1972      | Bureaux                   | Puteaux                                        | Hauts-de-Seine          | +117,       | | W EM SK                          |
| Tour Neptune                                                               | 1975      | Bureaux                   | Courbevoie                                     | Hauts-de-Seine          | +117,       | | W EM SK                          |
| Tour Oxygène                                                               | 2009      | Bureaux                   | Lyon – 3e                                      | Métropole de Lyon       | +117,       | |                                  |
| Hôtel Pullman Paris Montparnasse                                           | 1974      | Hôtel                     | Paris – 14e                                    | Paris                   | +116,       | | W EM SK                          |
| Pylônes électriques de ligne sur la Loire                                  |           | Pylône électrique         | Nantes                                         | Loire-Atlantique        | +116,       | |                                  |
| Tour nord de la Cathédrale de Chartres                                     | 1516      | Religieuse                | Chartres                                       | Eure-et-Loir            | +115,       | | SS EM ST SK                      |
| Émetteur de Sélestat                                                       |           | Communications            | Sélestat                                       | Bas-Rhin                | +115,       | 48.252476688814475 N 7.422383716329932 E | OACI                             |
| Émetteur de Serra di Pigno                                                 |           | Communications            | Bastia                                         | Haute-Corse             | +115,       | 42.69439883795807 N 9.399435664527118 E | TDF ANFR                         |
| Le Grand Pavois                                                            | 1975      | Résidentiel               | Marseille                                      | Bouches-du-Rhône        | +115,       | | W EM                             |
| Tour Blanche                                                               |           | Bureaux                   | Courbevoie                                     | Hauts-de-Seine          | +115,       | | EM W SK                          |
| Tour de la Maison de la Radio de Strasbourg                                | 1961      | Communications            | Strasbourg                                     | Bas-Rhin                | +115,       | | TDF                              |
| Basilique Saint-Michel de Bordeaux                                         |           | Religieuse                | Bordeaux                                       | Gironde                 | +114,       | | ST SS OT EM SK                   |
| Cathédrale Sainte-Croix                                                    |           | Religieuse                | Orléans                                        | Loiret                  | +114,       | | SS SK                            |
| Émetteur de Bionne                                                         |           | Communications            | Montpellier                                    | Hérault                 | +114,       | | SK                               |
| Préfecture des Hauts-de-Seine                                              |           | Administration            | Nanterre                                       | Hauts-de-Seine          | +113,       | | W EM                             |
| Émetteur Croix de Guizay                                                   |           | Communications            | Planfoy                                        | Loire                   | +113,       | | TDF ANFR                         |
| Flèche de la Cathédrale d'Amiens                                           | 1528      | Religieuse                | Amiens                                         | Somme                   | +112,       | | SS ST SK                         |
| Émetteur du Havre                                                          | 2001      | Communications            | Harfleur                                       | Seine-Maritime          | +112,       | | TDF                              |
| Tour Super-Italie                                                          |           | Résidentiel               | Paris – 13e                                    | Paris                   | +112,       | | W EM SK                          |
| Tour A de la Cité administrative                                           |           | Bureaux                   | Bordeaux                                       | Gironde                 | +112,       | | ST EM                            |
| Tour de l'Europe                                                           | 1972      | Résidentiel               | Mulhouse                                       | Haut-Rhin               | +112,       | | ST EM SK W ANFR                  |
| Émetteur de Bourbonne les Bains                                            |           | Communications            | Bourbonne-les-Bains                            | Haute-Marne             | +111,       | 47.92198098166076 N 5.698968912474811 E | OACI                             |
| Grande Arche                                                               |           | Tourisme Bureaux          | Puteaux                                        | Hauts-de-Seine          | +111,       | | W SK                             |
| Tour Manhattan                                                             |           | Bureaux                   | Courbevoie                                     | Hauts-de-Seine          | +111,       | | SK EM W                          |
| Émetteur du Bois de la Vierge                                              |           | Communications            | Épinal                                         | Vosges                  | +110,       | 48° 09′ 26,1″ N, 6° 27′ 59,7″ E | OACI-TDF ETV                     |
| Tour Aurore                                                                |           | Bureaux                   | Courbevoie                                     | Hauts-de-Seine          | +110,       | | W EM SK                          |
| Tour Lilleurope                                                            |           | Bureaux                   | Lille                                          | Nord                    | +110,       | | SK                               |
| Tour CGI                                                                   |           | Bureaux                   | Courbevoie                                     | Hauts-de-Seine          | +110,       | |                                  |
| Tour Perret                                                                |           | Résidentiel               | Amiens                                         | Somme                   | +110,       | | W SK                             |
| Usine Novacarb                                                             | 1968      | Cheminée                  | La Madeleine                                   | Meurthe-et-Moselle      | +110,       | | W                                |
| Émetteur de Saint-Nizier-du-Moucherotte                                    |           | Communications            | Saint-Nizier-du-Moucherotte                    | Isère                   | +109,       | | W EM SK                          |
| Tour Ève                                                                   |           | Bureaux                   | Puteaux                                        | Hauts-de-Seine          | +109,       | | W EM SK                          |
| Tour Initiale                                                              |           | Bureaux                   | Puteaux                                        | Hauts-de-Seine          | +109,       | | W EM SK                          |
| Émetteur Mont Lambert                                                      |           | Communications            | Boulogne-sur-Mer                               | Pas-de-Calais           | +108,       | 50° 43′ 03″ N, 1° 39′ 05″ E |                                  |
| Tour Thiers                                                                | 1975      | Bureaux                   | Nancy                                          | Meurthe-et-Moselle      | +108,       | | ST W                             |
| Orgues de Flandre – Tour Fugue                                             |           | Résidentiel               | Paris – 19e                                    | Paris                   | +108,       | | SK                               |
| Tour Panoramique, les Aulnes                                               |           | Résidentiel               | Maxéville                                      | Meurthe-et-Moselle      | +108,       | | ST W SK                          |
| Tour Perret                                                                | 1925      | Tourisme                  | Grenoble                                       | Isère                   | +108,       | | EM SS                            |
| Émetteur du Lévézou                                                        |           | Communications            | Montjaux                                       | Aveyron                 | +108,       | | TDF ANFR                         |
| Cheminée des Étaings                                                       | 1868      | Cheminée                  | Châteauneuf                                    | Loire                   | +108,       | |                                  |
| Église Saint-Joseph du Havre                                               | 1957      | Religieuse                | Le Havre                                       | Seine-Maritime          | +107,       | | OT SS                            |
| Beffroi de Lille                                                           | 1932      | Beffroi                   | Lille                                          | Nord                    | +106,       | | OT SK                            |
| Tour Opus 12                                                               | 1973      | Bureaux                   | Puteaux                                        | Hauts-de-Seine          | +106,       | | W EM SK                          |
| Tour Atlantique                                                            | 1970      | Bureaux                   | Puteaux                                        | Hauts-de-Seine          | +106,       | | W EM SK                          |
| Tour Gallieni                                                              |           | Bureaux                   | Bagnolet                                       | Seine-Saint-Denis       | +106,       | |                                  |
| Émetteur d'Ordonnac                                                        |           | Communications            | Ordonnac                                       | Gironde                 | +106,       | | TDF ANFR                         |
| Tour Pointe Simon                                                          |           | Bureaux                   | Fort-de-France                                 | Martinique              | +106,       | |                                  |
| Barrage de Sarrans                                                         |           | Barrage                   | Brommat                                        | Aveyron                 | +105,       | | W                                |
| Émetteur de Sury                                                           | 2004      | Communications            | Sury                                           | Ardennes                | +105,       | | TDF                              |
| Émetteur Truc de Fortunio                                                  |           | Communications            | Rieutort-de-Randon                             | Lozère                  | +105,       | | ETV ANFR                         |
| Dôme des Invalides                                                         | 1679      | Religieuse                | Paris – 7e                                     | Paris                   | +105,       | | SS SK                            |
| Pont d'Aquitaine Pylônes                                                   | 1967      | Pont                      | Lormont                                        | Gironde                 | +105,       | | ST                               |
| Tour Aillaud 1                                                             | 1981      | Résidentiel               | Nanterre                                       | Hauts-de-Seine          | +105,       | | W EM SK                          |
| Tour Aillaud 2                                                             | 1981      | Résidentiel               | Nanterre                                       | Hauts-de-Seine          | +105,       | | W EM SK                          |
| Tour de l'Éperon                                                           | 1975      | Résidentiel               | Rennes                                         | Ille-et-Vilaine         | +105,       | | ST ETV SK                        |
| Tour Antoine et Cléopâtre                                                  |           | Résidentiel               | Paris – 13e                                    | Paris                   | +104,       | | SK                               |
| Tour Anvers                                                                |           | Résidentiel               | Paris – 13e                                    | Paris                   | +104,       | | SK                               |
| Tour des Archives                                                          |           | Bureaux                   | Rouen                                          | Seine-Maritime          | +104,       | | ST                               |
| Tour Athènes                                                               |           | Résidentiel               | Paris – 13e                                    | Paris                   | +104,       | | SK                               |
| Tour Chéops                                                                |           | Résidentiel               | Paris – 13e                                    | Paris                   | +104,       | | ST SK                            |
| Tour de communication                                                      |           | Communications            | Marckolsheim                                   | Bas-Rhin                | +104,       | | SS                               |
| Tour Cortina                                                               |           | Résidentiel               | Paris – 13e                                    | Paris                   | +104,       | | SK                               |
| Tour Gambetta                                                              |           | Résidentiel               | Courbevoie                                     | Hauts-de-Seine          | +104,       | | W SK                             |
| Tour Giralda                                                               |           | Résidentiel               | Paris – 20e                                    | Paris                   | +104,       | 48° 51′ 33″ N, 2° 24′ 28″ E | EM ST                            |
| Tour Helsinki du quartier des Olympiades                                   |           | Résidentiel               | Paris – 13e                                    | Paris                   | +104,       | | SK                               |
| Tour Londres                                                               |           | Résidentiel               | Paris – 13e                                    | Paris                   | +104,       | | SK                               |
| Tour Mexico                                                                |           | Résidentiel               | Paris – 13e                                    | Paris                   | +104,       | | SK                               |
| Tour Sapporo                                                               |           | Résidentiel               | Paris – 13e                                    | Paris                   | +104,       | | SK                               |
| Tour Tokyo                                                                 |           | Résidentiel               | Paris – 13e                                    | Paris                   | +104,       | | SK                               |
| Barrage de Vouglans                                                        | 1968      | Barrage                   | Vouglans                                       | Jura                    | +103,       | | W                                |
| Centre hospitalier universitaire de Caen                                   | 1973      | Hôpital                   | Caen                                           | Calvados                | +103,       | 49° 12′ 17″ N, 0° 21′ 27″ O | ETV                              |
| Émetteur du Haut-Folin                                                     |           | Communications            | Saint-Prix                                     | Saône-et-Loire          | +103,       | | TDF OACI                         |
| Cheminée de Creusot Loire                                                  | 1863      | Cheminée                  | Saint-Chamond                                  | Loire                   | +103,       | |                                  |
| Émetteur de Mont-Saint-Vincent                                             |           | Communications            | Mont-Saint-Vincent                             | Saône-et-Loire          | +103,       | | OACI-TDF                         |
| Émetteur du pic de Nore                                                    |           | Communications            | Pradelle-Cabardès                              | Aude                    | +103,       | | TDF                              |
| Tour Cèdre                                                                 |           | Bureaux                   | Courbevoie                                     | Hauts-de-Seine          | +103,       | | W EM SK                          |
| Émetteur de Caen                                                           |           | Communications            | Colombelles                                    | Calvados                | +103,       | 49° 11′ 44″ N, 0° 16′ 41,9″ O | TDF                              |
| Pylône haubané de Cenves                                                   |           | Communications            | Cenves                                         | Rhône                   | +102,       | 46° 16′ 53,5″ N, 4° 40′ 50″ E |                                  |
| Émetteur d'Angers                                                          |           | Communications            | Rochefort-sur-Loire                            | Maine-et-Loire          | +102,       | | TDF                              |
| Émetteur de Gray                                                           |           | Communications            | Bouhans-et-Feurg                               | Haute-Saône             | +102,       | | OACI                             |
| Basilique Notre-Dame-de-l'Immaculée-Conception de Boulogne-sur-Mer         | 1863      | Religieuse                | Boulogne-sur-Mer                               | Pas-de-Calais           | +101,       | 50° 43′ 34″ N, 1° 36′ 54″ E |                                  |
| Émetteur du pic du Midi de Bigorre                                         |           | Communications            | Bagnères-de-Bigorre                            | Hautes-Pyrénées         | +101,       | | TDF ANFR                         |
| Orgues de Flandre – Tour Cantate                                           |           | Résidentiel               | Paris – 19e                                    | Paris                   | +101,       | | SK                               |
| Tour hertzienne de Chassieu                                                | 1975-1977 | Communications            | Chassieu                                       | Rhône                   | +100,       | 45° 44′ 48,6″ N, 4° 58′ 47,2″ E |                                  |
| Aciérie Sollac Cheminées                                                   | 1974      | Cheminée                  | Fos-sur-Mer                                    | Bouches-du-Rhône        | +100,       | |                                  |
| Hôtel Novotel Paris Tour Eiffel                                            |           | Hôtel                     | Paris – 15e                                    | Paris                   | +100,       | | SK                               |
| Résidence Duvergier                                                        |           | Résidentiel               | Paris – 19e                                    | Paris                   | +100,       | | SK ST                            |
| Tour Ancone                                                                |           | Résidentiel               | Paris – 13e                                    | Paris                   | +100,       | | SK                               |
| Tour Allianz One                                                           |           | Bureaux                   | Puteaux                                        | Hauts-de-Seine          | +100,       | | W SK                             |
| Tour Bologne                                                               |           | Résidentiel               | Paris – 13e                                    | Paris                   | +100,       | | SK                               |
| Tour Ferrare                                                               |           | Résidentiel               | Paris – 13e                                    | Paris                   | +100,       | | SK                               |
| Tour hertzienne du mont Caubert                                            |           | Communications            | Abbeville                                      | Somme                   | +100,       | | W                                |
| Tour Les Horizons I                                                        | 1970      | Résidentiel               | Rennes                                         | Ille-et-Vilaine         | +100,       | | ST W                             |
| Tour Mozart                                                                | 2010      | Bureaux                   | Issy-les-Moulineaux                            | Hauts-de-Seine          | +100,       | |                                  |
| Tour Palerme                                                               |           | Résidentiel               | Paris – 13e                                    | Paris                   | +100,       | | SK                               |
| Tour Ravenne                                                               |           | Résidentiel               | Paris – 13e                                    | Paris                   | +100,       | | SK                               |
| Tour de réfrigération SNET                                                 |           | Cheminée                  | Montceau-les-Mines                             | Saône-et-Loire          | +100,       | | SNET                             |
| Centrale thermique de Provence SNET Tour de réfrigération T4               |           | Cheminée                  | Gardanne                                       | Bouches-du-Rhône        | +100,       | | SNET                             |
| Centrale thermique de Provence SNET Tour de réfrigération T5               |           | Cheminée                  | Gardanne                                       | Bouches-du-Rhône        | +100,       | | SNET                             |
| Tour Java                                                                  | 2021      | Bureaux                   | Nanterre                                       | Hauts-de-Seine          | 99          | | W                                |
| Tour Europe                                                                |           | Résidentiel               | Courbevoie                                     | Hauts-de-Seine          | +099,       | | SK                               |
| Tours de l'Île Verte à Grenoble                                            | 1967      | Résidentiel               | Grenoble                                       | Isère                   | +098,       | | ST EM W                          |
| Flatohel Tour Eiffel                                                       |           | Résidentiel               | Paris                                          | Paris                   | +098,       | | W ST                             |
| Tour de Seine                                                              |           | Résidentiel               | Paris – 15e                                    | Paris                   | +098,       | | SK                               |
| Émetteur Port du Rhin                                                      |           | Communications            | Strasbourg                                     | Bas-Rhin                | +097,       | | ST ETV EM                        |
| Temple Saint-Étienne Flèche                                                | 1866      | Religieuse                | Mulhouse                                       | Haut-Rhin               | +097,       | | ST EM W C                        |
| Tour Kvaerner                                                              |           | Bureaux                   | Courbevoie                                     | Hauts-de-Seine          | +097,       | | SK                               |
| Tour nord de la Cathédrale de Cermont-Ferrand                              | 1884      | Religieuse                | Clermont-Ferrand                               | Puy-de-Dôme             | +096,       | | OT ST                            |
| Flèche du Temple de Garnison                                               |           | Religieuse                | Metz                                           | Moselle                 | +096,       | | Q1997                            |
| Tour Méditerranée                                                          |           | Bureaux                   | Marseille                                      | Bouches-du-Rhône        | +096,       | |                                  |
| Tour Chambord                                                              |           | Résidentiel               | Paris – 13e                                    | Paris                   | +096,       | | SK                               |
| Tour Les Horizons II                                                       |           | Résidentiel               | Rennes                                         | Ille-et-Vilaine         | +096,       | | W ST                             |
| Aéroport de Paris-Charles-de-Gaulle Tour de contrôle nord                  |           | Communications            | Roissy-en-France                               | Val-d'Oise              | +095,       | | SS                               |
| Émetteur de Saint-Georges-des-Coteaux                                      |           | Communications            | Saint-Georges-des-Coteaux                      | Charente-Maritime       | +095,       | |                                  |
| Barrage du Mont-Cenis                                                      | 1970      | Barrage                   | Mont-Cenis                                     | Savoie                  | +095,       | | W                                |
| Barrage de Castillon                                                       | 1948      | Barrage                   | Castellane                                     | Alpes-de-Haute-Provence | +095,       | | W                                |
| La Rouvière A                                                              |           | Résidentiel               | Marseille                                      | Bouches-du-Rhône        | +095,       | | SK                               |
| Tour Atlas                                                                 |           | Résidentiel               | Paris – 13e                                    | Paris                   | +095,       | | SK                               |
| Tour Cristal                                                               |           | Bureaux                   | Paris – 15e                                    | Paris                   | +095,       | | SK                               |
| Tour Mantoue                                                               |           | Résidentiel               | Paris – 13e                                    | Paris                   | +095,       | | SK                               |
| Tour Pascal                                                                |           | Bureaux                   | Puteaux                                        | Hauts-de-Seine          | +095,       | | SK                               |
| Tour Puccini                                                               |           | Résidentiel               | Paris – 13e                                    | Paris                   | +095,       | | SK                               |
| Tour Verdi                                                                 |           | Résidentiel               | Paris – 13e                                    | Paris                   | +095,       | | SK                               |
| Tour H15                                                                   |           | Résidentiel               | Paris – 15e                                    | Paris                   | +094,       | | SK                               |
| Tour de Mars                                                               |           | Résidentiel               | Paris – 15e                                    | Paris                   | +094,       | | SK                               |
| Tour Perspective I                                                         |           | Résidentiel               | Paris – 15e                                    | Paris                   | +094,       | | SK                               |
| Tour Perspective II                                                        |           | Résidentiel               | Paris – 15e                                    | Paris                   | +094,       | | SK                               |
| Tour Reflets                                                               |           | Résidentiel               | Paris – 15e                                    | Paris                   | +094,       | | SK                               |
| Tour hertzienne de Saint-Herblain                                          | 1975      | Télécommunication         | Saint-Herblain                                 | Loire-Atlantique        | +094,       | | Axians RMP                       |
| Tour Rodin                                                                 | 1968      | Résidentiel               | Champigny-sur-Marne                            | Val-de-Marne            | +093,       | | SK                               |
| Barrage de Sainte-Croix                                                    |           | Barrage                   | Lac de Sainte-Croix                            | Var                     | +093,       | | W                                |
| Cathédrale Saint-Bénigne Flèche                                            |           | Religieuse                | Dijon                                          | Côte-d'Or               | +093,       | | SS EM Q1997                      |
| Pont A49 sur l'Isère Pile                                                  |           | Pont                      | La Baume-d'Hostun                              | Drôme                   | +093,       | | LCPC                             |
| Tour Avant-Seine                                                           |           | Résidentiel               | Paris – 15e                                    | Paris                   | +093,       | | SK                               |
| Tour Espace 2000                                                           |           | Résidentiel               | Paris – 15e                                    | Paris                   | +093,       | | SK                               |
| Tour Évasion 2000                                                          |           | Résidentiel               | Paris – 15e                                    | Paris                   | +093,       | | SK                               |
| Tour Mykérinos                                                             |           | Résidentiel               | Paris – 13e                                    | Paris                   | +093,       | | ST                               |
| Tour Rive Gauche                                                           |           | Résidentiel               | Paris – 15e                                    | Paris                   | +093,       | | SK                               |
| Tour Zamansky                                                              |           | Enseignement              | Paris – 5e                                     | Paris                   | +093,       | | ST Q1997                         |
| Tour Abeille                                                               |           | Résidentiel               | Paris – 13e                                    | Paris                   | +092,       | | SK                               |
| Tour Belledonne                                                            |           | Résidentiel               | Grenoble                                       | Isère                   | +092,       | | ST EM W                          |
| Tour Capri                                                                 |           | Résidentiel               | Paris – 13e                                    | Paris                   | +092,       | | SK                               |
| Tour Pont de Sèvres                                                        |           | Résidentiel               | Boulogne-Billancourt                           | Hauts-de-Seine          | +092,       | | SK                               |
| Tour Rimini                                                                |           | Résidentiel               | Paris – 13e                                    | Paris                   | +092,       | | SK                               |
| Tour Super-Montparnasse                                                    | 1968      | Résidentiel               | Paris – 15e                                    | Paris                   | +092,       | | ST SK                            |
| Tour Vercors                                                               |           | Résidentiel               | Grenoble                                       | Isère                   | +092,       | | ST EM W                          |
| Tour-réservoir Plein Ciel (démolie en 2011)                                |           | Résidentiel               | Saint-Étienne                                  | Loire                   | +092,       | | EM ST                            |
| Émetteur de Préguillac                                                     |           | Communications            | Préguillac                                     | Charente-Maritime       | +091,       | | Cartoradio                       |
| Émetteur de l'Étang de Stock                                               |           | Communications            | Rhodes                                         | Moselle                 | +091,       | | OACI                             |
| Tour Beryl                                                                 |           | Résidentiel               | Paris – 13e                                    | Paris                   | +091,       | | SK                               |
| Tour Jade                                                                  |           | Résidentiel               | Paris – 13e                                    | Paris                   | +091,       | | SK                               |
| Tour Onyx                                                                  |           | Résidentiel               | Paris – 13e                                    | Paris                   | +091,       | | SK                               |
| Tour Rubis                                                                 |           | Résidentiel               | Paris – 13e                                    | Paris                   | +091,       | | SK                               |
| Émetteur de Nieul                                                          |           | Communications            | Nieul                                          | Haute-Vienne            | +090,       | |                                  |
| Tour Europe                                                                | 1980      | Bureaux                   | Strasbourg                                     | Bas-Rhin                | +090,       | | PS                               |
| Orgues de Flandre – Tour 4                                                 |           | Résidentiel               | Paris – 19e                                    | Paris                   | +090,       | | SK                               |
| Tour Pacific                                                               |           | Bureaux                   | Puteaux                                        | Hauts-de-Seine          | +090,       | | SK                               |
| Émetteur de Clermont-Ferrand                                               |           | Communications            | Clermont-Ferrand                               | Puy-de-Dôme             | +089,       | | TDF ST SS OT                     |
| Tour Bergame                                                               |           | Résidentiel               | Paris – 13e                                    | Paris                   | +089,       | | SK                               |
| Tour Pantin                                                                |           | Résidentiel               | Paris                                          | Paris                   | +089,       | | SK                               |
| Émetteur Toulon-Cap Sicié                                                  |           | Communications            | Six-Fours-les-Plages                           | Var                     | +089,       | | TDF                              |
| Cathédrale Saint-Étienne                                                   |           | Religieuse                | Metz                                           | Moselle                 | +088,       | | SS ST                            |
| Tour Boucry                                                                | 1974      | Résidentiel               | Paris – 18e                                    | Paris                   | +088,       | | SK ST                            |
| Tour de Reuze                                                              |           | Résidentiel               | Dunkerque                                      | Nord                    | +088,       | | ST                               |
| Tour Saint-Blaise, (Square Vitruve)                                        | 1970      | Résidentiel               | Paris – 20e                                    | Paris                   | +088,       | 48° 51′ 32″ N, 2° 24′ 32″ E | EM ST                            |
| Barrage de Gréoux                                                          |           | Barrage                   | Gréoux-les-Bains                               | Alpes-de-Haute-Provence | +087,       | | W                                |
| Basilique Saint-Epvre                                                      | 1874      | Religieuse                | Nancy                                          | Meurthe-et-Moselle      | +087,       | | SK                               |
| Cathédrale Notre-Dame Clocher                                              |           | Religieuse                | Rodez                                          | Aveyron                 | +087,       | | SS ST W Q1997                    |
| Cathédrale Notre-Dame de Reims                                             |           | Religieuse                | Reims                                          | Marne                   | +087,       | | SS EM SK Q1997                   |
| Tour Super Chapelle                                                        |           | Résidentiel               | Paris – 18e                                    | Paris                   | +086,       | | ST                               |
| Tour de la cité administrative                                             |           | Bureaux                   | Tulle                                          | Corrèze                 | +086,       | | ST                               |
| Tour métallique de Fourvière                                               | 1894      | Communications            | Lyon – 5e                                      | Métropole de Lyon       | +086,       | | ST                               |
| Tour Mirabeau Marseille                                                    | 2024      | Bureaux                   | Marseille                                      | Bouches-du-Rhône        | +085,       | |                                  |
| Cathédrale Saint-André                                                     |           | Religieuse                | Bordeaux                                       | Gironde                 | +085,       | | EM                               |
| Cathédrale Sainte-Marie Tours                                              |           | Religieuse                | Bayonne                                        | Pyrénées-Atlantiques    | +085,       | | SS                               |
| Émetteur de Saint-Jean-de-Nay                                              |           | Communications            | Saint-Jean-de-Nay                              | Haute-Loire             | +085,       | | TDF                              |
| Cathédrale Notre-Dame-de-l'Assomption Flèche                               |           | Religieuse                | Luçon                                          | Vendée                  | +085,       | | OT                               |
| Barrage de l'Aigle                                                         |           | Barrage                   | Soursac et Chalvignac                          | Corrèze, Cantal         | +084,       | | W                                |
| Basilique du Sacré-Cœur Clocher                                            |           | Religieuse                | Paris – 18e                                    | Paris                   | +084,       | | SS                               |
| Émetteur du Donon                                                          |           | Communications            | Grandfontaine                                  | Bas-Rhin                | +084,       | | TDF                              |
| Pylône haubané                                                             |           | Communications            | Les Alluets-le-Roi                             | Yvelines                | 83          | 48° 54′ 57″ N, 1° 54′ 01″ E | TDF (ANFR)                       |
| Église Notre-Dame de Fontenay-le-Comte Flèche                              |           | Religieuse                | Fontenay-le-Comte                              | Vendée                  | +083,       | | OT                               |
| Dôme du Panthéon                                                           |           | Religieuse                | Paris – 5e                                     | Paris                   | +083,       | | SS                               |
| Collégiale Notre-Dame-De-Dole                                              | 1509      | Religieuse                | Dole                                           | Jura                    | +082,       | | SS W                             |
| Église Saint-Étienne Fléches                                               |           | Religieuse                | Caen                                           | Calvados                | +082,       | 49° 10′ 54,7″ N, 0° 22′ 24,6″ O | ST                               |
| Basilique Saint-Quentin de Saint-Quentin                                   |           | Religieuse                | Saint-Quentin                                  | Aisne                   | +082,       | | SS                               |
| Phare de l'Île Vierge                                                      |           | Phare                     | Plouguerneau                                   | Finistère               | +082,       | | W OT C                           |
| Tour abbatiale                                                             |           | Religieuse                | Saint-Amand-les-Eaux                           | Nord-Pas-de-Calais      | +082,       | | SS                               |
| Tour Belvédère                                                             |           | Résidentiel               | Paris – 19e                                    | Paris                   | +082,       | | ST                               |
| Tour Diamant                                                               |           | Résidentiel               | Puteaux                                        | Hauts-de-Seine          | +082,       | | EM                               |
| Tour Khéfren                                                               |           | Résidentiel               | Paris – 13e                                    | Paris                   | +082,       | | ST                               |
| Tour Occident                                                              |           | Résidentiel               | Paris – 20e                                    | Paris                   | +082,       | | SK                               |
| Tour Sanitas-Tulasne                                                       | 1965      | Résidentiel               | Tours                                          | Indre-et-Loire          | +082,       | | ST                               |
| Tour Swiss Life                                                            | 1989      | Bureaux                   | Lyon – 3e                                      | Métropole de Lyon       | +082,       | | EM                               |
| Cathédrale Notre-Dame-de-l'Annonciation                                    |           | Religieuse                | Moulins                                        | Allier                  | +081,       | | SS                               |
| Tour La Sablière                                                           |           | Résidentiel               | Paris – 18e                                    | Paris                   | +081,       | | ST                               |
| Tour Z                                                                     |           | Résidentiel               | Colombes                                       | Hauts-de-Seine          | +081,       | | SK                               |
| Cathédrale Sainte-Marie-Majeure                                            |           | Religieuse                | Marseille                                      | Bouches-du-Rhône        | +080,       | | SS                               |
| Cathédrale Saint-Lazare Flèche                                             |           | Religieuse                | Autun                                          | Saône-et-Loire          | +080,       | | ST                               |
| Émetteur radio                                                             |           | Communications            | Gauré                                          | Haute-Garonne           | +080,       | |                                  |
| Sofitel                                                                    |           | Résidentiel               | Paris                                          | Paris                   | +080,       | | SK                               |
| Tour Artois                                                                |           | Résidentiel               | Paris – 19e                                    | Paris                   | +080,       | | SK                               |
| Tours de la Bibliothèque nationale de France (Tolbiac)                     | 1995      | Bureaux                   | Paris – 13e                                    | Paris                   | +080,       | | SK                               |
| Tour de la Duchère                                                         | 1972      | Résidentiel               | Lyon – 9e                                      | Métropole de Lyon       | +080,       | | EM SK                            |
| Expérience Tremor                                                          | 2025      | Attraction                | Milizac                                        | Finistère               | 80          | 48° 28′ 18,9″ N, 4° 31′ 32,5″ O |                                  |
| Tour E                                                                     |           | Bureaux                   | Pantin                                         | Seine-Saint-Denis       | +080,       | | SK                               |
| Tour EDF Lyon                                                              | 1975      | Bureaux                   | Lyon – 3e                                      | Métropole de Lyon       | +080,       | |                                  |
| Tour Joffre Saint-Thiébaut                                                 | 1960      | Résidentiel               | Nancy                                          | Meurthe-et-Moselle      | +080,       | | SK EM ST                         |
| Tour hertzienne du Vigen                                                   |           | Communications            | Le Vigen                                       | Haute-Vienne            | +080,       | 45° 46′ 48,72″ N, 1° 18′ 44,67″ E | IGN                              |
| Émetteur du mont Pilat                                                     | 1955      | Communications            | Doizieux                                       | Loire                   | +080,       | | TDF                              |
| Barrage de Grandval                                                        |           | Barrage                   | Lavastrie et Fridefont                         | Cantal                  | +079,       | | W                                |
| Tour 11-13 rue Pitard                                                      |           | Résidentiel               | Paris – 15e                                    | Paris                   | +079,       | | SK                               |
| Tour de communication de Mulhouse                                          |           | Communications            | Morschwiller                                   | Haut-Rhin               | +079,       | | ST C ANFR                        |
| Tour Kennedy                                                               | 1968      | Résidentiel               | Loos                                           | Nord                    | +079,       | |                                  |
| Tour Nouveau Monde                                                         | 1971      | Résidentiel               | Paris – 13e                                    | Paris                   | +079,       | | ST                               |
| Barrage de Génissiat                                                       | 1947      | Barrage                   | Injoux-Génissiat                               | Ain                     | +078,       | | W                                |
| Cathédrale Saint-Étienne Tour sud                                          |           | Religieuse                | Sens                                           | Yonne                   | +078,       | | OT ST                            |
| Cathédrale Sainte-Cécile Clocher                                           |           | Religieuse                | Albi                                           | Tarn                    | +078,       | | ST                               |
| Collégiale Saint-Thiébault Clocher                                         |           | Religieuse                | Thann                                          | Haut-Rhin               | +078,       | | ST OT C                          |
| Émetteur de Montfaucon                                                     |           | Communications            | Montfaucon                                     | Doubs                   | +078,       | | TDF ANFR                         |
| Cathédrale Notre-Dame                                                      |           | Religieuse                | Coutances                                      | Manche                  | +077,       | |                                  |
| Chapelle du Kreisker                                                       |           | Religieuse                | Saint-Pol-de-Léon                              | Finistère               | +077,       | | SS                               |
| Émetteur de Colmar-Port                                                    |           | Communications            | Colmar                                         | Haut-Rhin               | +077,       | | ST ANFR ETV                      |
| Hôtel de la métropole de Bordeaux                                          | 1977      | Bureaux                   | Bordeaux                                       | Gironde                 | +077,       | | ST EM C                          |
| Tour Horizon                                                               |           | Bureaux                   | Puteaux                                        | Hauts-de-Seine          | +077,       | | EM ST                            |
| Beffroi d'Arras                                                            |           | Beffroi                   | Arras                                          | Pas-de-Calais           | +076,       | | OT ST                            |
| Église Saint-Paul de Strasbourg Flèches                                    | 1897      | Religieuse                | Strasbourg                                     | Bas-Rhin                | +076,       | | OT W                             |
| Tour du Centenaire                                                         |           | Résidentiel               | Chambéry                                       | Savoie                  | +076,       | | EM ST                            |
| Cité administrative de Lille                                               | 1971      | Administration            | Lille                                          | Nord                    | +076,       | | EM SS                            |
| Église Saint-Martin de Limoux                                              |           | Religieuse                | Limoux                                         | Aude                    | +075,       | |                                  |
| Aéroport de Paris-Charles-de-Gaulle Tour de contrôle sud                   |           | Communications            | Roissy-en-France                               | Val-d'Oise              | +075,       | | SS                               |
| Barrage du Chastang                                                        | 1952      | Barrage                   | Saint-Martin-la-Méanne et Servières-le-Château | Corrèze                 | +085,       | | W                                |
| Beffroi de l'Hôtel de ville de Calais                                      |           | Beffroi                   | Calais                                         | Pas-de-Calais           | +075,       | | EM OT ST                         |
| Beffroi de l'Hôtel de ville de Dunkerque                                   |           | Beffroi                   | Dunkerque                                      | Nord                    | +075,       | | EM OT ST                         |
| Cathédrale Saint-Corentin Tours                                            |           | Religieuse                | Quimper                                        | Finistère               | +075,       | | SS                               |
| Cathédrale Saint-Maurice Tour                                              |           | Religieuse                | Angers                                         | Maine-et-Loire          | +075,       | | ST OT                            |
| Église Saint-Pierre Flêche                                                 |           | Religieuse                | Caen                                           | Calvados                | +075,       | 49° 11′ 02,8″ N, 0° 21′ 39,7″ O | W                                |
| Église Notre-Dame Flèche                                                   |           | Religieuse                | Niort                                          | Deux-Sèvres             | +075,       | | OT ST                            |
| Émetteur de Villebon-sur-Yvette                                            |           | Communications            | Villebon-sur-Yvette                            | Essonne                 | +075,       | |                                  |
| Hôtel de ville de Créteil                                                  |           | Bureaux                   | Créteil                                        | Val-de-Marne            | +075,       | | Q1997                            |
| Hôtel de ville du Havre                                                    | 1958      | Bureaux                   | Le Havre                                       | Seine-Maritime          | +075,       | |                                  |
| Parc éolien de Fécamp                                                      |           | Éolienne                  | Fécamp                                         | Seine-Maritime          | +075,       | | Eneria                           |
| Phare de Gatteville                                                        | 1835      | Phare                     | Gatteville-le-Phare                            | Manche                  | +075,       | | W                                |
| Tour hertzienne du Mont-Afrique                                            |           | Communications            | Flavignerot                                    | Côte-d'Or               | +074,       | 47° 17′ 09,2″ N, 4° 55′ 19,2″ E |                                  |
| Beffroi de la Chambre de commerce de Lille                                 | 1921      | Bureaux                   | Lille                                          | Nord                    | +074,       | | SK                               |
| Émetteur Saint-Raphaël-Pic de l'Ours                                       |           | Communications            | Saint-Raphaël                                  | Var                     | +074,       | | TDF                              |
| Tour de Chimie                                                             | 1963      | Enseignement              | Strasbourg                                     | Bas-Rhin                | +074,       | | PS                               |
| Centrale nucléaire de Saint-Laurent-des-Eaux A UNGG                        | 1969 1971 | Réacteur                  | Saint-Laurent-Nouan                            | Loir-et-Cher            | +074,       | | EDF                              |
| Église Saint-Sulpice                                                       |           | Religieuse                | Paris – 6e                                     | Paris                   | +073,       | | SK                               |
| Émetteur de Montguyon                                                      |           | Communications            | Montlieu-la-Garde                              | Charente-Maritime       | +072,       | | TDF                              |
| Basilique                                                                  |           | Religieuse                | Annecy                                         | Haute-Savoie            | +072,       | | W                                |
| Collégiale Saint-Martin de Colmar                                          |           | Religieuse                | Colmar                                         | Haut-Rhin               | +072,       | | W                                |
| Parlement européen                                                         | 1998      | Administration            | Strasbourg                                     | Bas-Rhin                | +072,       | | EM ST SK PS                      |
| Tour CIRC                                                                  | 1972      | Bureaux                   | Lyon – 8e                                      | Métropole de Lyon       | +072,       | |                                  |
| Tour de l'Homme de Fer                                                     | 1962      | Résidentiel               | Strasbourg                                     | Bas-Rhin                | +072,       | | PS                               |
| Tour Plein Ciel B                                                          |           | Résidentiel               | Mulhouse                                       | Haut-Rhin               | +072,       | | EM ST                            |
| Cathédrale Notre-Dame Tours                                                |           | Religieuse                | Bayeux                                         | Calvados                | +071,       | | SS                               |
| Émetteur de Limoges                                                        |           | Communications            | Limoges                                        | Haute-Vienne            | +071,       | | TDF                              |
| Tour Plein Ciel A                                                          |           | Résidentiel               | Mulhouse                                       | Haut-Rhin               | +071,       | | EM ST                            |
| Cathédrale Saint-Gatien Tours                                              |           | Religieuse                | Tours                                          | Indre-et-Loire          | +070,       | | SS OT ST                         |
| Château d'eau de l'hôpital                                                 |           | Château d'eau             | Troyes                                         | Aube                    | +070,       | | ANFR ST                          |
| Église Saint-André de Niort Flèche                                         |           | Religieuse                | Niort                                          | Deux-Sèvres             | +070,       | | OT ST                            |
| Émetteur de Amiens                                                         |           | Communications            | Dury                                           | Somme                   | +070,       | | ETV                              |
| Émetteur de la Blanquette                                                  |           | Communications            | Montpellier                                    | Hérault                 | +070,       | | ETV                              |
| Émetteur du mont Rond                                                      | 1961      | Communications            | Montrond                                       | Jura                    | +070,       | | ETV                              |
| Émetteur de Metz-Grimont                                                   |           | Communications            | Saint-Julien-lès-Metz                          | Moselle                 | +070,       | | ETV                              |
| Émetteur de Moulin-Bâtard                                                  |           | Communications            | Bourges                                        | Cher                    | +070,       | | ANFR ST                          |
| Émetteur de Nieul                                                          |           | Communications            | Nieul                                          | Haute-Vienne            | +070,       | |                                  |
| Émetteur de Royan                                                          |           | Communications            | Vaux-sur-Mer                                   | Charente-Maritime       | +070,       | | ETV                              |
| Émetteur de Saintes                                                        |           | Communications            | Préguillac                                     | Charente-Maritime       | +070,       | | ETV                              |
| Tour Exaltis                                                               |           | Bureaux                   | Courbevoie                                     | Hauts-de-Seine          | +070,       | | SK                               |
| Tour Sainte-Catherine C                                                    |           | Résidentiel               | Toulon                                         | Var                     | +070,       | | ST                               |
| Tour Schwab                                                                | 1965      | Résidentiel               | Strasbourg                                     | Bas-Rhin                | +070,       | | EM ST SK PS                      |
| Église Sainte-Anne                                                         | 1869      | Religieuse                | Montpellier                                    | Hérault                 | +069,       | | EM SK                            |
| Église Saint-Étienne de Mulhouse Flèche                                    |           | Religieuse                | Mulhouse                                       | Haut-Rhin               | +069,       | | ST EM C                          |
| Sofitel Danton                                                             |           | Résidentiel               | Courbevoie                                     | Hauts-de-Seine          | +069,       | | EM ST                            |
| Sofitel Défense                                                            |           | Résidentiel               | Courbevoie                                     | Hauts-de-Seine          | +069,       | | SK                               |
| Tour d'Assas                                                               | 1969      | Résidentiel               | Montpellier                                    | Hérault                 | +076,       | | SK                               |
| Tour de Beaulieu                                                           | 1956      | Résidentiel               | Saint-Étienne                                  | Loire                   | +069,       | | SK                               |
| Tour Cassin                                                                |           | Résidentiel               | Saint-Étienne                                  | Loire                   | +069,       | | ST                               |
| Tour de l'Étoile                                                           | 1960      | Résidentiel               | Nancy                                          | Meurthe-et-Moselle      | +069,       | | ANFR                             |
| Cathédrale Notre-Dame-et-Saint-Arnoux Croix                                |           | Religieuse                | Gap                                            | Hautes-Alpes            | +069,       | 44° 33′ 29,01″ N, 6° 04′ 40,25″ E | IGN                              |
| Emetteur du Puy Maurel Paratonnerre                                        |           | Communications            | Jarjayes                                       | Hautes-Alpes            | +069,       | 44° 31′ 20,28″ N, 6° 08′ 04,71″ E | IGN                              |
| Église Saint-André Flèche                                                  |           | Religieuse                | Châteauroux                                    | Indre                   | +068,       | | OT ST                            |
| Immeuble Corvette A                                                        |           | Résidentiel               | Toulon                                         | Var                     | +068,       | | EM ST                            |
| Immeuble Corvette B                                                        |           | Résidentiel               | Toulon                                         | Var                     | +068,       | | EM ST                            |
| Phare de Cordouan                                                          | 1611      | Phare                     | Le Verdon-sur-Mer                              | Gironde                 | +068,       | | W                                |
| Tour du Belvédère                                                          |           | Résidentiel               | Tours                                          | Indre-et-Loire          | +068,       | | ST EM                            |
| Tour du Lac                                                                |           | Résidentiel               | Tours                                          | Indre-et-Loire          | +068,       | | ST EM                            |
| Maison de la Radio Tour                                                    | 1963      | Bureaux                   | Paris – 16e                                    | Paris                   | +068,       | | SK                               |
| Eglise Saint-Blaise de Vichy                                               | 1959      | Religieuse                | Vichy                                          | Allier                  | 67          | | OT ST                            |
| Tour Sarah Bernhardt                                                       |           | Résidentiel               | Rennes                                         | Ille-et-Vilaine         | +067,       | | PS                               |
| Barrage d'Enchanet                                                         |           | Barrage                   | Arnac et Pleaux                                | Cantal                  | +067,       | | W                                |
| Basilique Saint-Sernin                                                     |           | Religieuse                | Toulouse                                       | Haute-Garonne           | +067,       | | W                                |
| Cathédrale Saint-Pierre de Beauvais                                        |           | Religieuse                | Beauvais                                       | Oise                    | +067,       | | W                                |
| Immeuble Place de Morvan                                                   |           | Résidentiel               | Toulouse                                       | Haute-Garonne           | +067,       | | EM                               |
| Phare de Planier                                                           | 1959      | Phare                     | Marseille                                      | Bouches-du-Rhône        | +066,       | | W                                |
| Barrage de Saint-Cassien                                                   | 1966      | Barrage                   | Lac de Saint-Cassien                           | Var                     | +066,       | | W                                |
| Barrage de Couesques                                                       |           | Barrage                   | Saint-Hippolyte                                | Aveyron                 | +066,       | | W                                |
| Cathédrale Notre-Dame de Noyon Tour nord                                   |           | Religieuse                | Noyon                                          | Oise                    | +066,       | | SS                               |
| Penthièvre                                                                 |           | Résidentiel               | Rennes                                         | Ille-et-Vilaine         | +066,       | | EM                               |
| Tour Pey Berland                                                           |           | Religieuse                | Bordeaux                                       | Gironde                 | +066,       | | OT                               |
| Cathédrale Saint-Étienne Tour                                              |           | Religieuse                | Toul                                           | Meurthe-et-Moselle      | +065,       | | ST                               |
| Cathédrale Saint-Pierre-et-Saint-Paul                                      |           | Religieuse                | Troyes                                         | Aube                    | +065,       | | OT                               |
| Émetteur du Puig Neulós                                                    |           | Communications            | Sorède                                         | Pyrénées-Orientales     | +067,       | | TDF                              |
| Tour des Argonautes                                                        |           | Résidentiel               | Reims                                          | Marne                   | +065,       | | SS                               |
| Tour Front de Seine                                                        |           | Résidentiel               | Rouen                                          | Seine-Maritime          | +065,       | | ST                               |
| Tour Le Kalliste                                                           |           | Résidentiel               | Toulon                                         | Var                     | +065,       | | ST                               |
| Tour Sarah-Bernhardt                                                       |           | Résidentiel               | Rennes                                         | Ille-et-Vilaine         | +065,       | |                                  |
| Barrage des Fades                                                          |           | Barrage                   | Sauret-Besserve                                | Puy-de-Dôme             | +064,       | | W                                |
| Cathédrale Saint-Julien du Mans Tour sud                                   |           | Religieuse                | Le Mans                                        | Sarthe                  | +064,       | | SS ST                            |
| Immeuble, 77 rue de la Maison-Blanche                                      |           | Résidentiel               | Reims                                          | Marne                   | +064,       | |                                  |
| Phare de la Coubre                                                         |           | Phare                     | La Tremblade                                   | Charente-Maritime       | +064,       | | W                                |
| Tour Franchet d'Esperey                                                    |           | Résidentiel               | Reims                                          | Marne                   | +064,       | |                                  |
| Tour Wilson                                                                |           | Résidentiel               | Mulhouse                                       | Haut-Rhin               | +064,       | | ST EM                            |
| Barrage de Saint-Étienne-Cantalès                                          |           | Barrage                   | Saint-Étienne-Cantalès                         | Cantal                  | +063,       | | W                                |
| Notre-Dame-en-Saint-Melaine                                                |           | Religieuse                | Rennes                                         | Ille-et-Vilaine         | +063,       | | PS                               |
| Cathédrale Saint-Pierre-et-Saint-Paul Tours                                |           | Religieuse                | Nantes                                         | Loire-Atlantique        | +063,       | | SS OT                            |
| Émetteur de Lamastre                                                       |           | Communications            | Saint-Agrève                                   | Ardèche                 | +063,       | | ETV                              |
| Émetteur Poitiers-Hôpital des Champs                                       |           | Communications            | Poitiers                                       | Vienne                  | +063,       | | TDF                              |
| Grande cheminée pole eco construction                                      |           | Cheminée                  | Fraize                                         | Vosges                  | +063,       | |                                  |
| Tour de Castellane                                                         |           | Bureaux                   | Épernay                                        | Marne                   | +063,       | | ST                               |
| Tour Le Nivolet                                                            |           | Résidentiel               | Chambéry                                       | Savoie                  | +063,       | | ST                               |
| Tour des Liondards                                                         |           | Résidentiel               | Clermont-Ferrand                               | Puy-de-Dôme             | +063,       | | ST                               |
| Tour Madrid                                                                |           | Résidentiel               | Belfort                                        | Territoire de Belfort   | +063,       | | ST                               |
| Tour hertzienne du Mont de Mandé                                           |           | Communications            | Igé                                            | Saône-et-Loire          | +062,       | 46° 25′ 30,6″ N, 4° 42′ 52,7″ E |                                  |
| Tour du bvd Oscar Leroux                                                   | 1965      | Résidentiel               | Rennes                                         | Ille-et-Vilaine         | +062,       | | PS                               |
| Cathédrale Saint-Étienne d'Auxerre Tour nord                               |           | Religieuse                | Auxerre                                        | Yonne                   | +062,       | | W                                |
| Église Sainte-Geneviève Flèche                                             |           | Religieuse                | Mulhouse                                       | Haut-Rhin               | +061,       | | ST EM C                          |
| Émetteur Lorient                                                           |           | Communications            | Ploemeur                                       | Morbihan                | +061,       | | TDF                              |
| Tour Ibis                                                                  |           | Résidentiel               | Toulon                                         | Var                     | +061,       | |                                  |
| Tour de l'Illustration                                                     |           | Bureaux                   | Bobigny                                        | Seine-Saint-Denis       | +061,       | |                                  |
| Tour Sainte-Catherine A                                                    |           | Résidentiel               | Toulon                                         | Var                     | +061,       | | ST                               |
| Tour Sainte-Catherine B                                                    |           | Résidentiel               | Toulon                                         | Var                     | +061,       | | ST                               |
| Viaduc de Mussy-sous-Dun                                                   | 1895      | Pont                      | Mussy-sous-Dun                                 | Saône-et-Loire          | +060,       | 46° 13′ 48,1″ N, 4° 19′ 51,7″ E |                                  |
| Campanile de la gare des Bénédictins                                       | 1929      | Gare                      | Limoges                                        | Haute-Vienne            | +057,       | | ST OT                            |
| Cathédrale Notre-Dame de Laon Tour du transept                             |           | Religieuse                | Laon                                           | Aisne                   | +060,       | | ST W OT                          |
| Émetteur d'Alès                                                            |           | Communications            | Brouzet-lès-Alès                               | Gard                    | +060,       | | TDF                              |
| Émetteur d'Angoulême                                                       |           | Communications            | Saint-Saturnin                                 | Charente                | +060,       | | ETV                              |
| Émetteur d'Annemasse                                                       |           | Communications            | Vesancy                                        | Ain                     | +060,       | | ETV                              |
| Émetteur d'Arcachon                                                        |           | Communications            | Lège-Cap-Ferret                                | Gironde                 | +060,       | | TDF                              |
| Émetteur de la Bastide                                                     |           | Communications            | Aurillac                                       | Cantal                  | +060,       | | ETV                              |
| Émetteur de Fontainebleau                                                  |           | Communications            | Vernou-la-Celle-sur-Seine                      | Seine-et-Marne          | +060,       | | ETV                              |
| Émetteur Gap-Mt Colombis                                                   |           | Communications            | Gap                                            | Hautes-Alpes            | +060,       | | ETV                              |
| Émetteur de Mende                                                          |           | Communications            | Chastel-Nouvel                                 | Lozère                  | +060,       | | ETV                              |
| Émetteur Monbazillac                                                       |           | Communications            | Bergerac                                       | Dordogne                | +060,       | | ETV                              |
| Émetteur radio                                                             |           | Communications            | Camphin-en-Carembault                          | Nord                    | +060,       | |                                  |
| Émetteur radio                                                             |           | Communications            | Ennezat                                        | Puy-de-Dôme             | +060,       | |                                  |
| Émetteur radio                                                             |           | Communications            | Ludres                                         | Meurthe-et-Moselle      | +060,       | |                                  |
| Émetteur radio                                                             |           | Communications            | Marseille                                      | Bouches-du-Rhône        | +060,       | |                                  |
| Émetteur radio                                                             |           | Communications            | Muret                                          | Haute-Garonne           | +060,       | | TDF                              |
| Émetteur radio                                                             |           | Communications            | Néac                                           | Gironde                 | +060,       | |                                  |
| Émetteur de la Rhune                                                       |           | Communications            | Bayonne                                        | Pyrénées-Atlantiques    | +060,       | | ETV                              |
| Émetteur de Saint-Foy                                                      |           | Communications            | Sainte-Foy-la-Grande                           | Gironde                 | +060,       | | ETV                              |
| Kappelturm                                                                 |           | Beffroi                   | Obernai                                        | Bas-Rhin                | +060,       | | OT                               |
| Phare d'Eckmühl                                                            |           | Phare                     | Penmarch                                       | Finistère               | +060,       | | W                                |
| Tour Concorde                                                              |           | Résidentiel               | Toulon                                         | Var                     | +060,       | | ST                               |
| Tour de contrôle du port du Havre                                          |           | Bureaux                   | Le Havre                                       | Seine-Maritime          | +060,       | |                                  |
| Tour Du Petit Bard                                                         |           | Résidentiel               | Montpellier                                    | Hérault                 | +060,       | | EM SK                            |
| Tour Nièpce                                                                |           | Résidentiel               | Chalon-sur-Saône                               | Saône-et-Loire          | +060,       | | ST                               |
| Tour Polygone                                                              |           | Bureaux                   | Montpellier                                    | Hérault                 | +060,       | |                                  |
| Tour Saint-Sébastien A                                                     | 1974      | Résidentiel               | Nancy                                          | Meurthe-et-Moselle      | +060,       | | PS                               |
| Tour Saint-Sébastien B                                                     | 1974      | Résidentiel               | Nancy                                          | Meurthe-et-Moselle      | +060,       | | PS                               |
| Tour Saint-Sébastien C                                                     | 1974      | Résidentiel               | Nancy                                          | Meurthe-et-Moselle      | +060,       | | PS                               |
| Tour Saint-Sébastien D                                                     | 1974      | Résidentiel               | Nancy                                          | Meurthe-et-Moselle      | +060,       | | PS                               |
| Tour Triton-Condorcet                                                      |           | Résidentiel               | Montpellier                                    | Hérault                 | +060,       | | EM SK                            |
| Tour Triton-d'Alembert                                                     |           | Résidentiel               | Montpellier                                    | Hérault                 | +060,       | | EM SK                            |
| Tour Triton-Diderot                                                        |           | Résidentiel               | Montpellier                                    | Hérault                 | +060,       | | EM SK                            |
| Tour Vadon                                                                 |           | Résidentiel               | Saint-Raphaël                                  | Var                     | +060,       | |                                  |
| Tour Le Triangle                                                           | 1978      | Bureaux Résidentiel       | Montpellier                                    | Hérault                 | +075,       | | SK                               |
| Le Belvédère                                                               | 1973      | Résidentiel               | Rennes                                         | Ille-et-Vilaine         | +060,       | | PS                               |
| Tour de la Sécurité Sociale                                                | 1965      | Bureaux                   | Rennes                                         | Ille-et-Vilaine         | +060,       | | PS                               |

### Par catégories
Cette liste regroupe les plus hautes structures françaises dans certaines catégories :
| Type                            | Nom                                                      | Commune            | Hauteur (m) | Source(s) |
| ------------------------------- | -------------------------------------------------------- | ------------------ | ----------- | --------- |
| Toutes catégories               | Centre de transmissions de la Marine nationale de Rosnay | Rosnay             | 350         |           |
| Structure métallique haubanée   | Émetteur d'Allouis                                       | Allouis            | 350         |           |
| Pile de pont                    | Pile P2 du Viaduc de Millau                              | Millau             | 343         |           |
| Structure métallique autoportée | Tour Eiffel                                              | Paris              | 330         |           |
| Cheminée                        | Cheminée de la Centrale thermique de Provence SNET       | Gardanne           | 297         | SNET      |
| Immeuble (toutes catégories)    | Tour First                                               | Courbevoie         | 231         |           |
| Immeuble de bureaux             | Tour First                                               | Courbevoie         | 231         |           |
| Immeuble - Hôtel                | Hôtel Hyatt Regency Paris Étoile                         | Paris              | 190 / 137   |           |
| Barrage hydroélectrique         | Barrage-voûte EDF                                        | Tignes             | 180         | Q2006     |
| Tour de refroidissement         | Centrale nucléaire EDF                                   | Civaux             | 179,5*      |           |
| Édifice religieux               | Cathédrale Notre-Dame de Rouen                           | Rouen              | 151         |           |
| Éolienne                        | Éolienne du port de Boulogne-sur-Mer                     | Boulogne-sur-Mer   | 167         |           |
| Immeuble résidentiel            | Tour Défense 2000                                        | Puteaux            | 134         |           |
| Pylône électrique               | Pylône électrique de ligne sur la Garonne                | Bordeaux           | 118         |           |
| Tour de contrôle aérien         | Tour Nord                                                | Roissy-en-France   | 95          |           |
| Signalisation                   | Phare de l'Île Vierge                                    | Plouguerneau       | 82          | W         |
| Tour de contrôle maritime       | Tour du port                                             | Le Havre           | 60*         |           |
| Château d'eau                   | Château d'eau de l’hôpital                               | Troyes             | 70          | W ST      |
| Colonne - obélisque             | Colonne de la Grande Armée                               | Boulogne-sur-Mer   | 53          | Q1997     |
| Donjon                          | Château de Vincennes                                     | Vincennes          | 52          | Q2006     |
| Phare                           | Phare de l'Île Vierge                                    | Plouguerneau       | 82          | W         |
| Chevalet (Mine)                 | puits cuvelette nord                                     | Freyming-Merlebach | 58          |           |
| Silo agricole                   | ?                                                        | ?                  | ?           |           |
| Tour en bois                    | ?                                                        | ?                  | ?           |           |

### Par département
La liste suivante recense, pour chaque département (ou collectivité territoriale similaire), la structure la plus haute existante.
| #   | Département                                 | Structure                                                               | Commune                     | Hauteur (m) |
| --- | ------------------------------------------- | ----------------------------------------------------------------------- | --------------------------- | ----------- |
| 01  | Ain                                         | Barrage de Génissiat                                                    | Injoux-Génissiat            | +78,        |
| 02  | Aisne                                       | Émetteur de Fleury                                                      | Fleury                      | +289,       |
| 03  | Allier                                      | Cathédrale Notre-Dame-de-l'Annonciation                                 | Moulins                     | +81,        |
| 04  | Alpes-de-Haute-Provence                     | Émetteur de Roumoules Mât de secours                                    | Roumoules                   | +330,       |
| 05  | Hautes-Alpes                                | Barrage de Serre-Ponçon                                                 | Savines-le-Lac              | +129,       |
| 06  | Alpes-Maritimes                             | Émetteur de la Madone Émetteur                                          | Peille                      | +320,       |
| 07  | Ardèche                                     | Centrale nucléaire de Cruas Tours de refroidissement                    | Cruas                       | +166,       |
| 08  | Ardennes                                    | Émetteur de Sury                                                        | Sury                        | +105,       |
| 09  | Ariège                                      |                                                                         |                             |             |
| 10  | Aube                                        | Émetteur des Riceys                                                     | Les Riceys                  | +225,       |
| 11  | Aude                                        | Centre de transmission de La Régine                                     | Villemagne                  | +331,       |
| 12  | Aveyron                                     | Viaduc de Millau Pile P2                                                | Millau                      | +343,       |
| 13  | Bouches-du-Rhône                            | Centrale thermique de Provence SNET Cheminée T5                         | Gardanne                    | +297,       |
| 14  | Calvados                                    | Pont de Normandie                                                       | Honfleur                    | +236,       |
| 15  | Cantal                                      | Barrage de l'Aigle                                                      | Chalvignac                  | +84,        |
| 16  | Charente                                    | Émetteur d'Angoulême                                                    | Saint-Saturnin              | +60,        |
| 17  | Charente-Maritime                           | Église Saint-Pierre de Marennes                                         | Marennes                    | +85,        |
| 18  | Cher                                        | Émetteur d'Allouis Mât 1                                                | Allouis                     | +354,       |
| 19  | Corrèze                                     | Émetteur du mont Bessou                                                 | Meymac                      | +199,       |
| 2A  | Corse-du-Sud                                | Émetteur de Coti-Chiavari                                               | Coti-Chiavari               | +132,       |
| 2B  | Haute-Corse                                 | Émetteur de Serra di Pigno                                              | Bastia                      | +115,       |
| 21  | Côte-d'Or                                   | Émetteur de Nuits-Saint-Georges                                         | Nuits-Saint-Georges         | +151,       |
| 22  | Côtes-d'Armor                               | Château d'eau de Ploubalay                                              | Ploubalay                   | +70,*       |
| 23  | Creuse                                      | Émetteur de Saint-Léger-le-Guérétois                                    | Saint-Léger-le-Guérétois    | +206,       |
| 24  | Dordogne                                    | Émetteur d'Audrix                                                       | Audrix                      | +205,       |
| 25  | Doubs                                       | Émetteur du Lomont                                                      | Vellerot-lès-Belvoir        | +147,       |
| 26  | Drôme                                       | Pont A49 sur l'Isère Pile                                               | La Baume-d'Hostun           | +93,        |
| 27  | Eure                                        |                                                                         |                             |             |
| 28  | Eure-et-Loir                                | Émetteur de Montlandon                                                  | Montlandon                  | +220,       |
| 29  | Finistère                                   | Centre de transmission de Kerlouan                                      | Kerlouan                    | +310,       |
| 30  | Gard                                        | Centrale thermique d'Aramon Cheminée                                    | Aramon                      | +252,       |
| 31  | Haute-Garonne                               | Émetteur de Muret                                                       | Muret                       | +162,       |
| 32  | Gers                                        |                                                                         |                             |             |
| 33  | Gironde                                     | Émetteur de Bouliac                                                     | Bouliac                     | +252,       |
| 34  | Hérault                                     | Émetteur de Bionne                                                      | Montpellier                 | +114,       |
| 35  | Ille-et-Vilaine                             | Émetteur de Saint-Pern                                                  | Saint-Pern                  | +271,       |
| 36  | Indre                                       | Centre de transmissions de la Marine nationale de Rosnay Pylône central | Rosnay                      | +357,       |
| 37  | Indre-et-Loire                              | Tour Sanitas-Tulasne                                                    | Tours                       | +82,        |
| 38  | Isère                                       | Barrage de Monteynard                                                   | Monteynard                  | +153,       |
| 39  | Jura                                        | Émetteur du Bulay                                                       | Foncine-le-Haut             | +130,       |
| 40  | Landes                                      | Émetteur LORAN-C de Soustons                                            | Soustons                    | +213,       |
| 41  | Loir-et-Cher                                | Émetteur de Chissay                                                     | Chissay-en-Touraine         | +220,       |
| 42  | Loire                                       | Émetteur Croix de Guizay                                                | Planfoy                     | +113,       |
| 43  | Haute-Loire                                 | Émetteur de Saint-Jean-de-Nay                                           | Saint-Jean-de-Nay           | +85,        |
| 44  | Loire-Atlantique                            | Émetteur de Haute-Goulaine                                              | Haute-Goulaine              | +227,       |
| 45  | Loiret                                      | Émetteur de Traînou                                                     | Traînou                     | +199,       |
| 46  | Lot                                         | Tour Hertzienne de Trespoux                                             | Trespoux - Rassiels         | 65          |
| 47  | Lot-et-Garonne                              | Tour Léon-Blum                                                          | Agen                        | +60,*       |
| 48  | Lozère                                      | Émetteur du Truc de Fortunio                                            | Rieutort-de-Randon          | +105,       |
| 49  | Maine-et-Loire                              | Émetteur d'Angers                                                       | Rochefort-sur-Loire         | +102,       |
| 50  | Manche                                      | Émetteur LORAN-C de Lessay                                              | Lessay                      | +213,       |
| 51  | Marne                                       | Émetteur d'Hautvillers                                                  | Hautvillers                 | +246,       |
| 52  | Haute-Marne                                 | Émetteur de Chalindrey                                                  | Chalindrey                  | +206,       |
| 53  | Mayenne                                     | Émetteur du mont Rochard                                                | Sainte-Gemmes-le-Robert     | +203,       |
| 54  | Meurthe-et-Moselle                          | Émetteur de Malzéville                                                  | Malzéville                  | +220,       |
| 55  | Meuse                                       | Émetteur de Willeroncourt                                               | Willeroncourt               | +204,       |
| 56  | Morbihan                                    | Émetteur de Moustoir-Ac                                                 | Moustoir-Ac                 | +151,       |
| 57  | Moselle                                     | Émetteur de Luttange                                                    | Luttange                    | +241,       |
| 58  | Nièvre                                      |                                                                         |                             |             |
| 59  | Nord                                        | Émetteur du mont des Cats                                               | Berthen                     | +210,       |
| 60  | Oise                                        | Émetteur de Saint-Just                                                  | Saint-Just-en-Chaussée      | +203,       |
| 61  | Orne                                        | Émetteur du Mont d'Amain                                                | Brullemail                  | +203,       |
| 62  | Pas-de-Calais                               | Émetteur de Bouvigny-Boyeffles                                          | Bouvigny-Boyeffles          | +307,       |
| 63  | Puy-de-Dôme                                 | Viaduc des Fades                                                        | Sauret-Besserve             | +133,       |
| 64  | Pyrénées-Atlantiques                        | Cathédrale Sainte-Marie Tours                                           | Bayonne                     | +85,        |
| 65  | Hautes-Pyrénées                             | Émetteur du pic du Midi de Bigorre                                      | Bagnères-de-Bigorre         | +101,       |
| 66  | Pyrénées-Orientales                         | Émetteur du pic Néoulous                                                | Sorède                      | +65,        |
| 67  | Bas-Rhin                                    | Émetteur du Nordheim                                                    | Nordheim                    | +273,       |
| 68  | Haut-Rhin                                   | Émetteur du Belvédère                                                   | Mulhouse                    | +195,       |
| 69  | Rhône                                       | Tour Incity                                                             | Lyon                        | +202,       |
| 70  | Haute-Saône                                 | Émetteur du Lomont                                                      | Lomont                      | +110,       |
| 71  | Saône-et-Loire                              | Centrale thermique de Lucy                                              | Montceau-les-Mines          | +142,       |
| 72  | Sarthe                                      | Émetteur de Mayet                                                       | Mayet                       | +342,       |
| 73  | Savoie                                      | Barrage du Chevril                                                      | Tignes                      | +180,       |
| 74  | Haute-Savoie                                | Basilique                                                               | Annecy                      | +72,        |
| 75  | Paris                                       | Tour Eiffel                                                             | Paris                       | +330,       |
| 76  | Seine-Maritime                              | Centrale EDF Cheminées                                                  | Le Havre                    | +240,       |
| 77  | Seine-et-Marne                              | Émetteur de Sainte-Assise                                               | Seine-Port                  | +255,       |
| 78  | Yvelines                                    | Centrale thermique de Porcheville Cheminée I                            | Porcheville                 | +220,       |
| 79  | Deux-Sèvres                                 | Émetteur de Niort-Maisonnay                                             | Maisonnay                   | +328,       |
| 80  | Somme                                       | Émetteur 1 de Limeux                                                    | Limeux                      | +203,       |
| 81  | Tarn                                        | Cathédrale Sainte-Cécile Clocher                                        | Albi                        | +78,        |
| 82  | Tarn-et-Garonne                             | Centrale nucléaire de Golfech Tours de refroidissement                  | Golfech                     | +178,5      |
| 83  | Var                                         | Barrage de Sainte-Croix                                                 | Lac de Sainte-Croix         | +93,        |
| 84  | Vaucluse                                    | Palais des papes d'Avignon Tour de Trouillas                            | Avignon                     | +52,*       |
| 85  | Vendée                                      | Cathédrale Notre-Dame-de-l'Assomption Flèche                            | Luçon                       | +85,        |
| 86  | Vienne                                      | Centrale nucléaire de Civaux Tours de refroidissement                   | Civaux                      | +178,       |
| 87  | Haute-Vienne                                | Émetteur des Cars                                                       | Les Cars                    | +229,       |
| 88  | Vosges                                      | Émetteur du Haut de Dimont                                              | Thuillières                 | +199,       |
| 89  | Yonne                                       | Émetteur de Sens - Gisy les Nobles                                      | Gisy-les-Nobles             | +202,       |
| 90  | Territoire de Belfort                       | Tour Madrid                                                             | Belfort                     | +63,        |
| 91  | Essonne                                     | Émetteur de Villebon-sur-Yvette                                         | Villebon-sur-Yvette         | +75,        |
| 92  | Hauts-de-Seine                              | Tour First                                                              | Courbevoie                  | +231,       |
| 93  | Seine-Saint-Denis                           | Tour Mercuriale-Ponnant                                                 | Bagnolet                    | +165,       |
| 94  | Val-de-Marne                                | Centrale thermique de Vitry-sur-Seine Cheminées                         | Vitry-sur-Seine             | +160,       |
| 95  | Val-d'Oise                                  | Émetteur de Maudétour-en-Vexin                                          | Maudétour-en-Vexin          | +220,       |
| 971 | Guadeloupe                                  | Émetteur d'Arnouville                                                   | Petit-Bourg                 | +127,       |
| 972 | Martinique                                  | Tour Pointe Simon                                                       | Fort-de-France              | +106,       |
| 973 | Guyane                                      | Base de lancement d'Ariane 4                                            | Kourou                      | +90,        |
| 974 | La Réunion                                  | Ferme éolienne de La Perrière                                           | Sainte-Suzanne (La Réunion) | 82          |
| 975 | Saint-Pierre-et-Miquelon                    |                                                                         |                             |             |
| 976 | Mayotte                                     |                                                                         |                             |             |
| 977 | Saint-Barthélemy                            |                                                                         |                             |             |
| 978 | Saint-Martin                                |                                                                         |                             |             |
| 984 | Terres australes et antarctiques françaises |                                                                         |                             |             |
| 986 | Wallis-et-Futuna                            |                                                                         |                             |             |
| 987 | Polynésie française                         |                                                                         |                             |             |
| 988 | Nouvelle-Calédonie                          |                                                                         |                             |             |

## Structures détruites

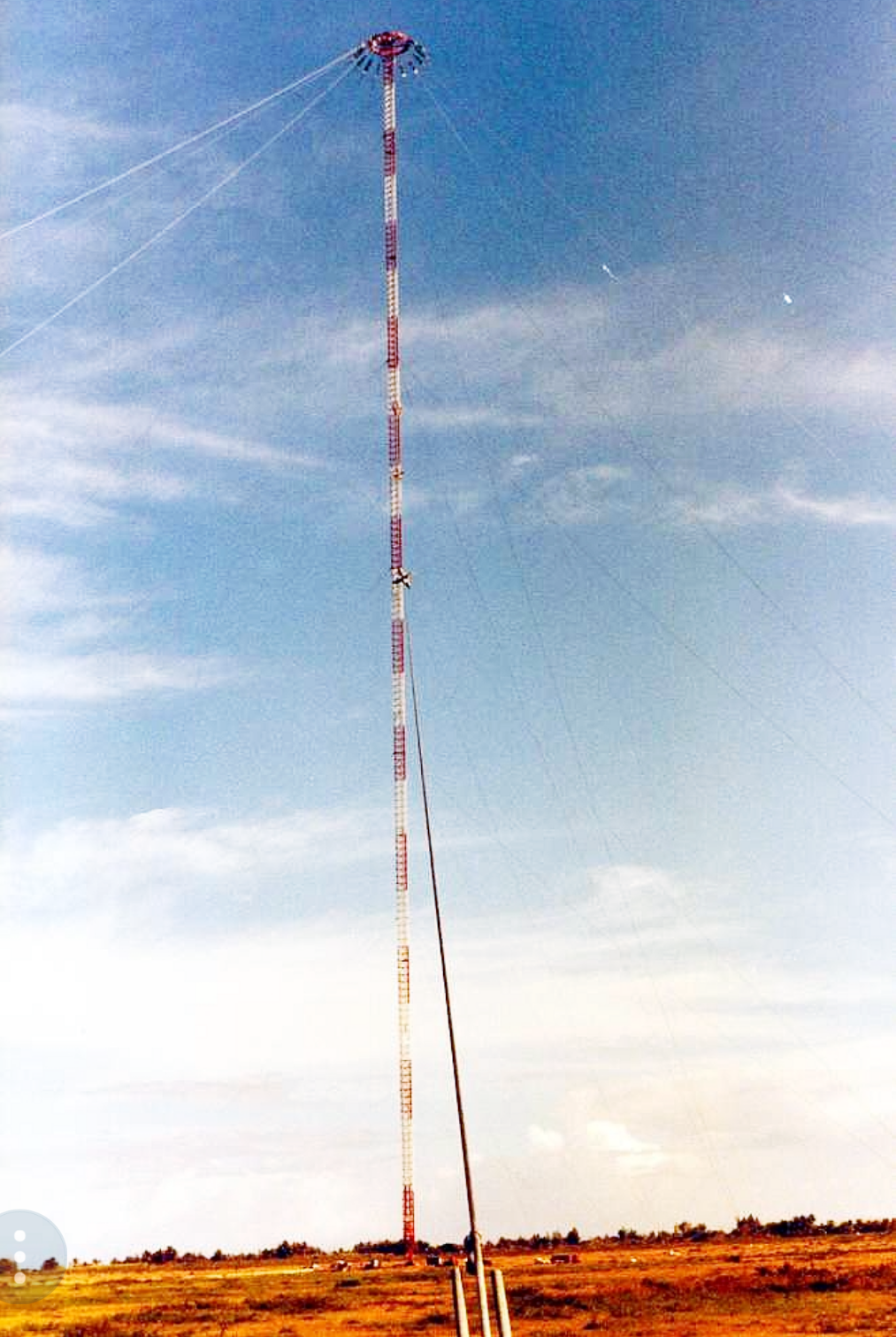
Antenne Oméga - île de La Réunion

- L'émetteur Oméga de Chabrier, anciennement situé à Saint-Paul (Plaine de Chabrier) sur l'île de La Réunion, était avant sa démolition la plus haute structure française avec 427 m de haut.
- Trois pylônes pour l'émission des grandes ondes avec une hauteur de 320 mètres au col de la Madone.
- Les deux cheminées de 125 m de l'ancienne centrale électrique de Vaires-sur-Marne fermée en 2005, détruites dans la nuit du 5 au 6 novembre 2006.
- La tour de prilling de l'usine AZF à Toulouse, haute de 110 m, détruite 2 ans après l'explosion survenue le 21 septembre 2001.
- Le mât d'antenne d'Airbus Defence and Space (tour Matra) à Toulouse, haute de 70 m, détruite durant l'été 2015.
- La cheminée de la centrale d'incinération de Mulhouse-Illberg d'une hauteur de 80 m démolie en 2000.
- La cheminée de l'hôpital Herriot de Lyon d'une hauteur de 75 m détruite en 1999.
- Le silo à grains de Blaye (33) d'une hauteur de 53 m détruit en 1997 à la suite d'une explosion.
- La tour UAP d'une hauteur de 74 mètres à Lyon a été détruite en 2012 pour être remplacée par la tour Incity.

| Aérophare d'Évry 2                                                  | 2007 | Tourisme       | Évry                  | Essonne         | +060, | Démoli en 2014             |
| Émetteur de Brumath                                                 | 1930 | Communications | Brumath               | Alsace          | +100, | Dynamité le 15 juin 1940   |
| Tour-réservoir Plein Ciel                                           | 1972 | Résidentiel    | Saint-Étienne         | Loire           | +092, | Démolie en 2011            |
| Centre émetteur de Fontbonne                                        |      | Communications | Peille                | Alpes-Maritimes | +250, | Supprimé en 2012           |
| Centrale Émile-Huchet Tour Autoréfrigérante 5                       |      | Cheminée       | Carling / Saint-Avold | Moselle         | +120, | Démolie le 11 février 2024 |
| Émetteur LORAN-C de Lessay (désactivé depuis le 31 décembre 2015)   |      | Communications | Lessay                | Manche          | +213, | Déposé en 2018             |
| Émetteur LORAN-C de Soustons (désactivé depuis le 31 décembre 2015) |      | Communications | Soustons              | Landes          | +213, | Démantelé en 2017          |
| Émetteur de Tramoyes                                                |      | Communications | Tramoyes              | Ain             | +224, | Démoli le 15 décembre 2023 |